# Acanthaceae
Acanthaceae Juss., 1789 è una famiglia di piante angiosperme appartenenti all'ordine delle Lamiales.

## Etimologia
Il nome della famiglia deriva dal suo genere tipo Acanthus L., 1753 il cui nome a sua volta proviene dalla parola greca "akanthos" (= spina) e fa riferimento alle molte piante spinose di questo genere. Una leggenda tramandataci dall'architetto e scrittore romano Marco Vitruvio Pollione (80 a.C. circa – dopo il 15 a.C. circa) narra che l'architetto Callimaco (V secolo a.C.) si sarebbe ispirato alle forme dell'"acantho" per la creazione del capitello corinzio.
Il nome scientifico è stato definito dal botanico francese Antoine-Laurent de Jussieu (Lione, 12 aprile 1748 – La Plata, 17 settembre 1836) nella pubblicazione "Genera Plantarum (Jussieu) - 102" del 1789.

## Descrizione

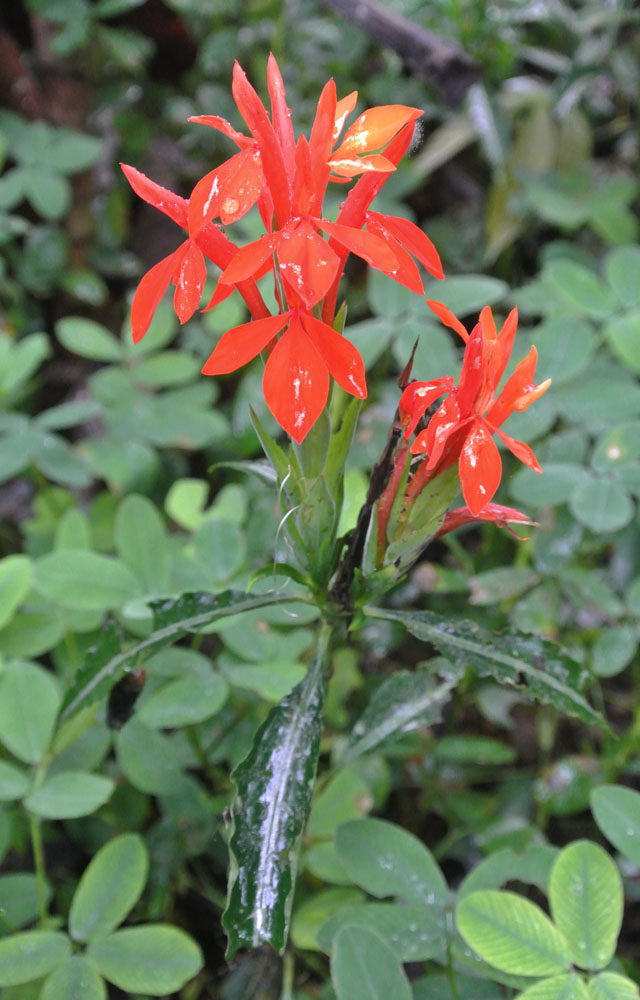
Il portamento
Aphelandra aurantiaca
(Tribù Acantheae)

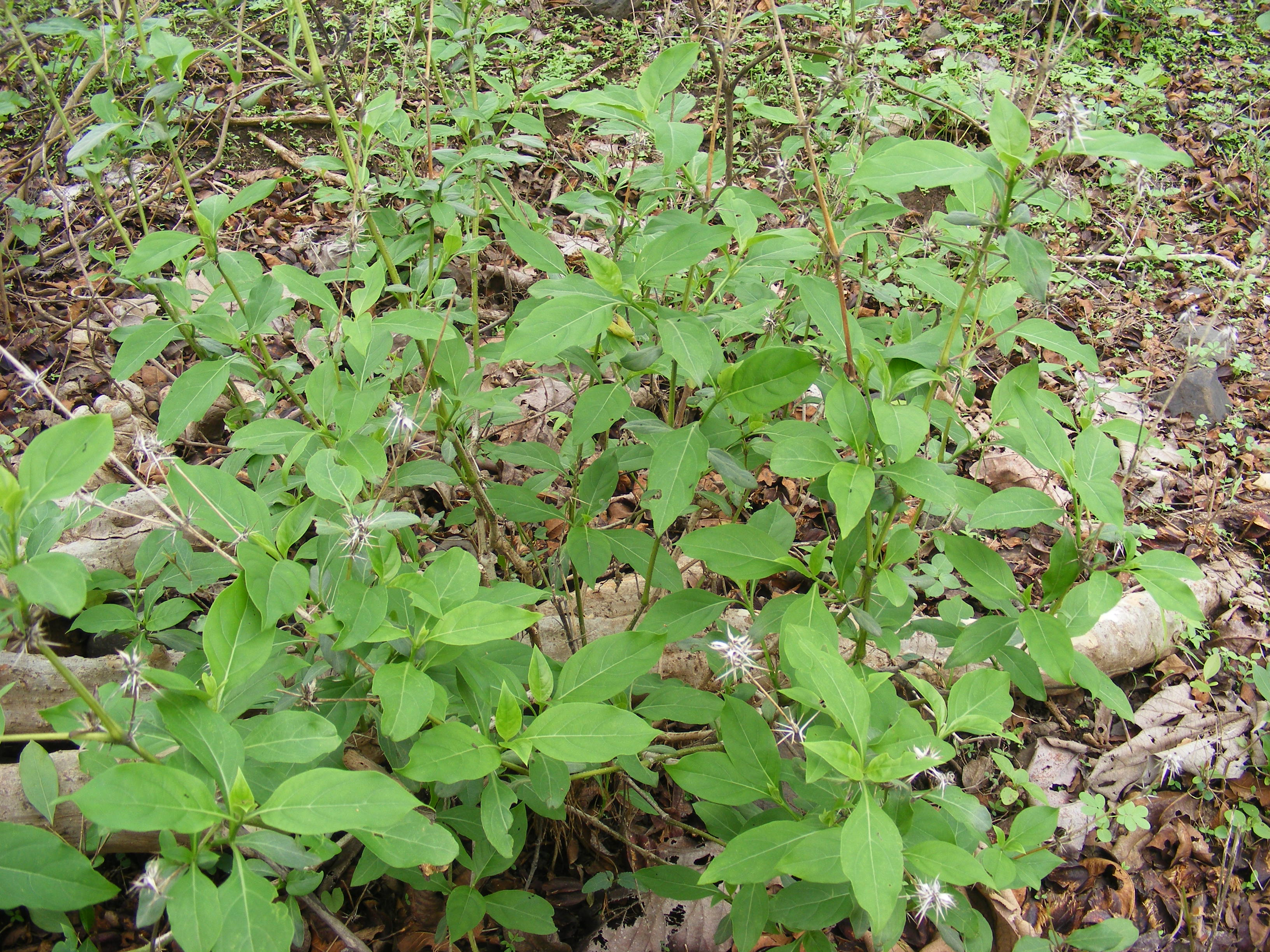
Le foglie
Barleria prionitis
(Tribù Barlerieae)

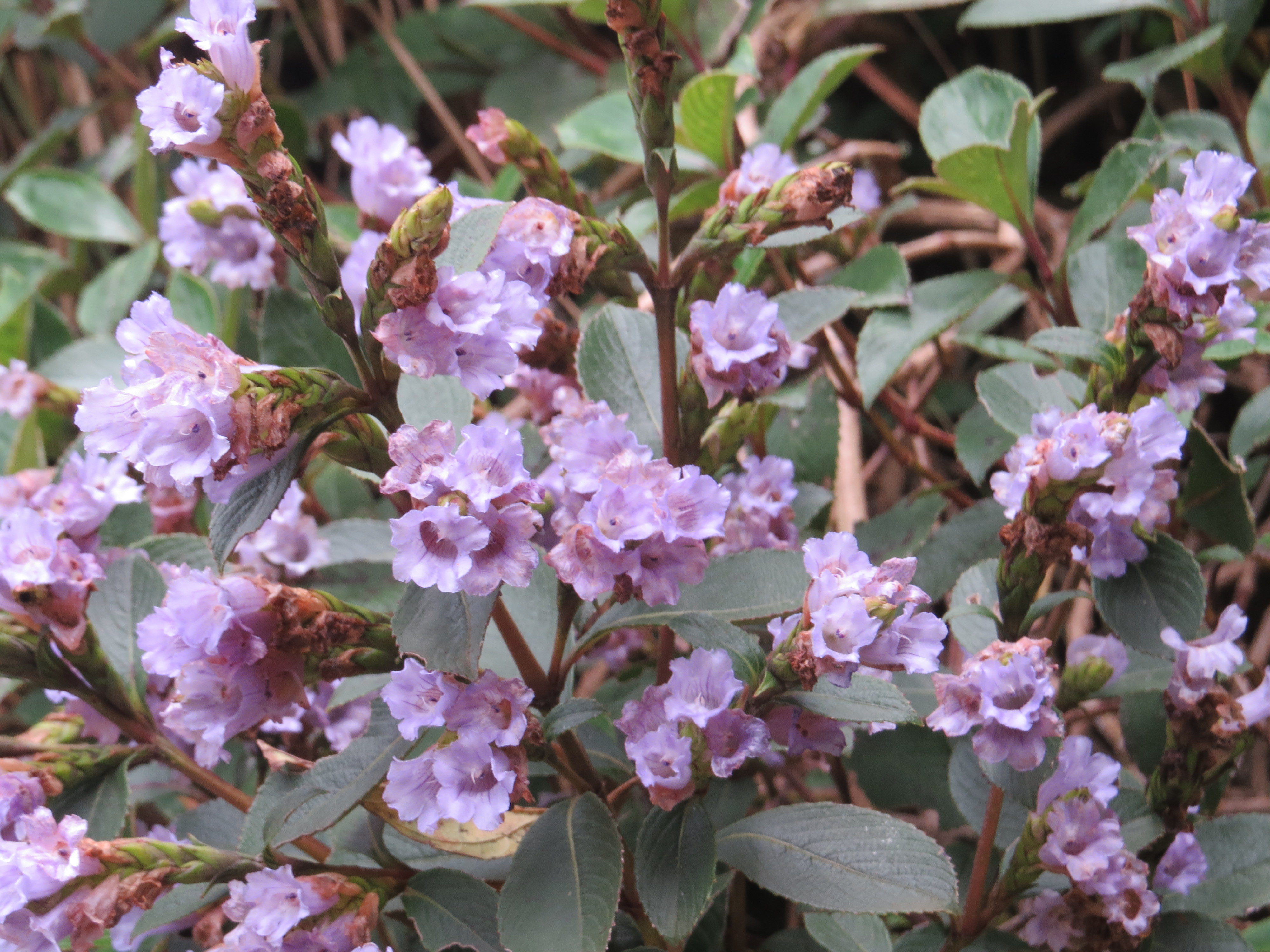
Infiorescenza
Strobilanthes kunthiana
(Tribù Ruellieae)

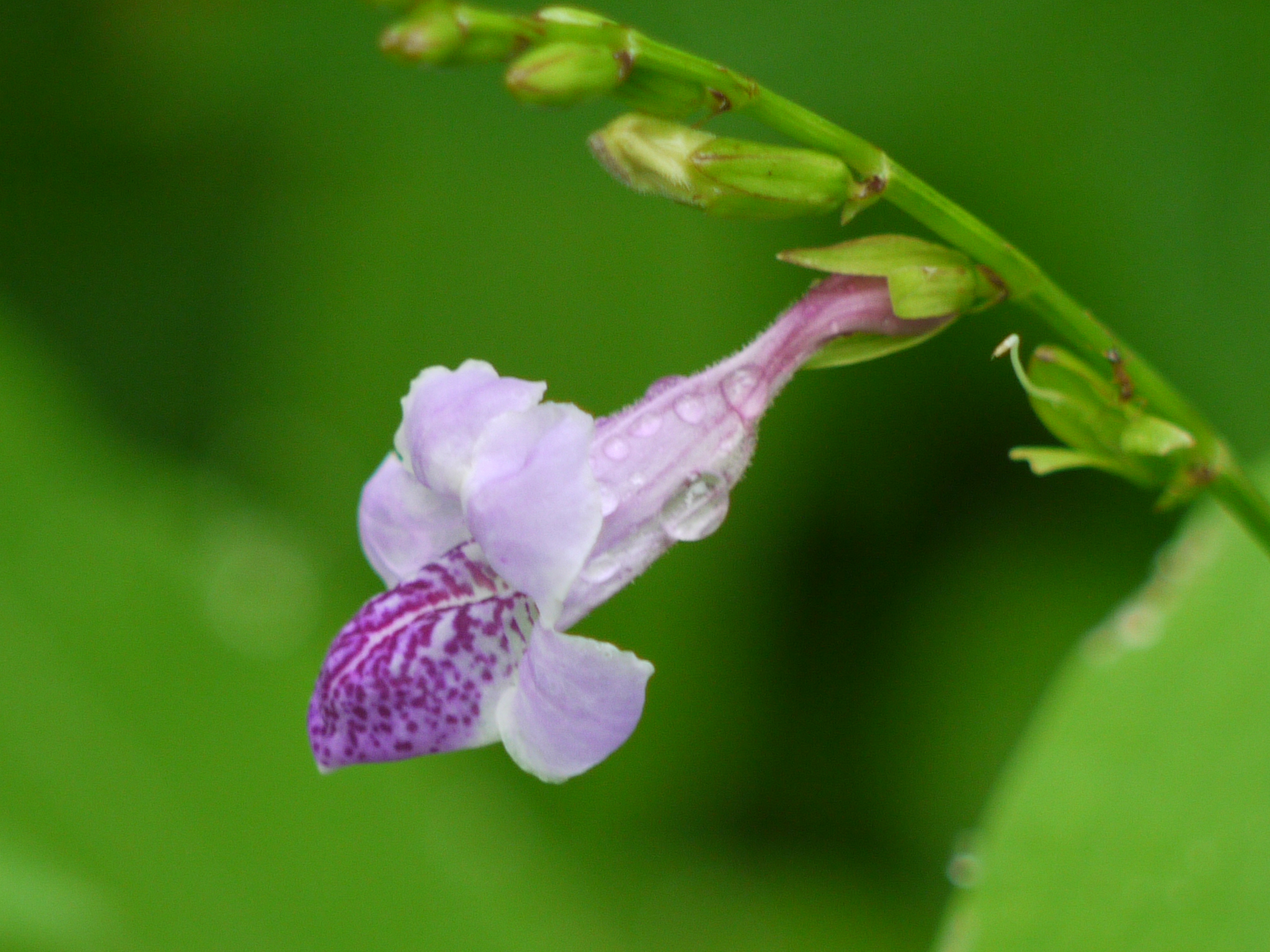
I fiori
Asystasia dalzelliana
(Tribù Justicieae)

### Portamento
Il portamento delle specie di questa famiglia è erbaceo o arbustivo o piccolo-arboreo; spesso con accrescimento secondario anomalo. Alcune specie sono sempreverdi, altre sono lianose (Thunbergia e Mendoncia). Sono presenti specie a portamento decombente con radici tuberose oppure acquatiche. I fusti sono cilindrici e affusolati, eretti o decombenti, a volte sublegnosi; alcuni hanno una sezione subquadrangolare (o anche esagonale) a causa della presenza di fasci di collenchima posti nei quattro vertici. Alcune specie (genere Avicennia) sono piante alotolleranti e dotate di radici stiliformi e pneumatofore (respiratorie, ossia sono radici aeree specializzate in grado di assorbire ossigeno dall'ambiente). Spesso queste piante sono spinose. I cistoliti sono presenti solamente nella sottofamiglia Acanthoideae (a parte la tribù Acantheae). L'indumento è formato da peli semplici, raramente sono ramificati, dendritici o stellati. Inoltre nelle varie parti vegetative sono presenti dei glicosidi fenolici spesso in composti iridoidi, alcaloidi e diterpenoidi.

### Foglie
Le foglie lungo il caule sono picciolate o sessili (o eventualmente subsessili), opposte e senza stipole; in alcuni casi sono alternate o verticillate a 3 (Nelsonioideae). Il fogliame è ampio e lucido; in alcune specie il fogliame è molto vistoso per il colore verde vivo con macchie gialle o bianche lungo le nervature. La pagina inferiore a volte è rossastra.
- Lamina: la lamina (raramente) è pennatolobata, pennatopartita o pennatofida; altrimenti di norma è intera con forme ovali-lanceolate e bordi dentati (o ondulati o crenati). Le foglie basali, se sono presenti, sono coriacee ed hanno la lamina intera con bordi dentati (a volte spinosi). In alcune specie l'habitus delle foglie è anisofillo in altre la superficie è ricoperta da ghiandole saline subsessili che secernono una soluzione ipersalina che secca rapidamente formando cristalli di sale.
- Venatura: la venatura in genere è pennata.

### Infiorescenze
Le infiorescenze sono dei racemi o delle spighe cilindriche, tetrangolari o scapiformi, spesso con brattee ascellanti grandi e colorate, embricate e accrescenti, con forme ovate a più punte (in alcuni casi le punte sono spinose) e diversi colori. Le infiorescenze possono essere sia terminali che ascellari sia dicasiali che monocasiali. I fiori, anche solitari, in genere sono grandi e sessili disposti alle ascelle delle brattee, mentre in altre specie sono piccoli, quasi insignificanti. Possono essere presenti (oppure no) 2 bratteole.

### Fiori
I fiori sono ermafroditi e zigomorfi; sono inoltre tetraciclici (ossia formati da 4 verticilli: calice– corolla – androceo – gineceo) e pentameri (i verticilli del perianzio hanno più o meno 5 elementi ognuno).
- Formula fiorale:[10]

X, K (5), [C (2+3), A 2+2 o 2] G (2/supero), capsula
- Il calice è formato da sepali quasi liberi formanti o 4 o 5 stretti lobi uguali o subuguali (calice attinomorfo), oppure due labbra interamente divise con forme spatolate. Il calice quindi, in questo caso, si presenta quadripartito con i lobi posteriori e anteriori più grandi di quelli laterali (calice zigomorfo). I lobi possono essere ricoperti da tricomi ghiandolari. In Thunbergioideae il calice ha la forma di una coppa con 10-20 lobi o denti subulati (a volte è ridotto ad un anello intero e troncato).
- La corolla (gamopetala) è più o meno bilabiata (corolla zigomorfa) con un corto tubo chiuso da setole, oppure il tubo è ricurvo e allargato alle fauci; a volte il tubo è ventricoso. La gola può essere imbutiforme o gonfiata (gibbosa) fin dalla base. Il labbro superiore può essere assente o ridotto (fiori monopetali[7]); quello inferiore è molto grande e trilobo, spesso è piatto e patente. Nelle corolle normalmente bilabiate il labbro inferiore ha tre lobi, quello superiore ha due lobi oppure è intero. I lobi sono patenti con forme ovali o orbicolari. In alcune specie si ha una particolare disposizione dei petali, definita "quinconciale"[13], due esterni, due interni e un quinto con un lato coperto dai due esterni e il lato opposto sovrapposto ai due interni. In altre specie la corolla è resupinata di 180° per torsione del tubo. Durante la gemmazione i lobi possono essere contorti a sinistra (lobi embricati). Il colore varia da rosa, porpora, giallo, aranci, rosso a bianco.
- L'androceo è composto da 2 - 4 - 5 stami (raramente 3 o 6), uno (o due o tre) dei quali è per lo più sterile e ridotto ad uno staminoide poco visibile; se sono quattro (caso più corrente) sono didinami.
  - Filamenti: in genere i filamenti, di costituzione robusta, pubescenti o glabri, sono adnati alle pareti interne della corolla e opposti ai petali.
  - Antere: le antere sono uniloculari (raramente) oppure sono biloculari con forme subsferiche oppure da ellissoidi a oblunghe e muticate (non appuntite) con portamento dorsofisso. Possono inoltre essere asimmetriche e pelose.
  - Teche: le teche sono parallele (o divaricate), uguali o subuguali a volte minutamente mucronate alla base; le forme sono lineari-oblunghe con fitti peli a spazzola e prive di appendici basali. Le sacche polliniche talvolta sono separate da tessuto connettivo.
  - Nettario: il disco nettarifero normalmente è presente, ipogino e piccolo.
  - Polline: il polline è 3-colpato oppure 3-colpoporato con l'esina ornata e ispessita che circonda le aperture oppure ha delle forme ellissoidi di tipo da triporato a tricolpoporato con 12 strutture pseudocolpate.[2]
- Il gineceo è formato da un ovario supero bicarpellare (a due carpelli connati - ovario sincarpico) e quindi biloculare. La placentazione in generale è assile. Ogni loggia può contenere da 2 a 10 ovuli (nelle Nelsonioideae sono molto numerosi, fino a 36). Gli ovuli sono disposti su due file per ogni loculo. Gli ovuli possono essere anatropi o campilotropi con un solo tegumento e sono inoltre tenuinucellati (con la nocella, stadio primordiale dell'ovulo, ridotta a poche cellule).[13]
  - Stilo: lo stilo è uno con un solo stigma intero o bifido, a 2 lobi uguali o il più delle volte disuguali (quello superiore è molto corto o ridotto).

### Frutti
I frutti sono delle capsule bilobe, da oblunghe a ellissoidi con delle valve che si aprono elasticamente (deiscenza loculicida a esplosione). La superficie può essere tomentosa, liscia, glabra o semplicemente pubescente. L'endosperma è scarso (in Nelsonioideae) o assente.
- Semi: i semi sono molti (fino a 20 - in Avicennia le capsule sono monosperme), sono appiattiti e non sono alati. Solamente nella sottofamiglia Acanthoideae è presente un funicolo persistente e con il retinacolo uncinato. I semi in genere sono inoltre privi di tricomi igroscopici.

## Biologia
Le specie di questo raggruppamento si riproducono per impollinazione tramite insetti quali api, vespe, falene e farfalle (impollinazione entomogama) ma anche tramite uccelli quali colibrì (impollinazione ornitogama).. L'articolazione dei lobi della corolla di alcune specie consente un movimento rotatorio che porta gli stami a contatto con i visitatori floreali (insetti pronubi). In alcune specie di Ruellia, Eranthemum, Blecchum e altre ancora i fiori sono di tipo cleistogamico, ossia rimangono sempre chiusi e quindi si autoimpollinano.
La dispersione dei semi avviene inizialmente a causa del vento (dispersione anemocora); una volta caduti a terra sono dispersi soprattutto da insetti tipo formiche (mirmecoria). Sono possibili anche dispersioni tramite animali (disseminazione zoocora). In altre specie la dispersione è nell'acqua (disseminazione idrocora). I propaguli delle specie del genere Avicennia possono vivere un anno in acqua salata senza radicare.

## Distribuzione e habitat
- Sottofamiglia Acanthoideae: la distribuzione delle specie di questa sottofamiglia è prevalentemente cosmopolita con habitat da tropicali a temperati.
- Sottofamiglia Avicennioideae: l'habitat è soprattutto marittimo caldo (le radici in genere affondano nella sabbia umida delle acque salmastre) con distribuzione tropicale e subtropicale di entrambi gli emisferi.
- Sottofamiglia Nelsonioideae: la distribuzione delle specie di questa sottofamiglia è prevalentemente tropicale sia del Vecchio che del Nuovo Mondo.
- Sottofamiglia Thunbergioideae: la distribuzione delle specie di questa sottofamiglia è prevalentemente tropicale soprattutto nel Vecchio Mondo.

## Tassonomia
La famiglia attualmente è suddivisa in 4 sottofamiglie, 6 tribù, 18 sottotribù, 208 generi e oltre 4.500 specie 

- Sottofamiglia Nelsonioideae Pfeiff.
  - Anisosepalum E. Hossain (3 spp.)
  - Aymoreana Braz, T.F.Daniel & Kiel (1 sp.)
  - Elytraria Michx. (22 spp.)
  - Nelsonia R.Br. (3 spp.)
  - Saintpauliopsis Staner (1 sp.)
  - Staurogyne Wall. (155 spp)
- Sottofamiglia Avicennioideae Miers
  - Avicennia L. (8 spp.)
- Sottofamiglia Thunbergioideae T.Anderson
  - Tribù Mendoncieae Meisn.
    - Anomacanthus R.D.Good, 1923 (1 sp.)
    - Mendoncia Vell ex Vand., 1788 (89 spp.)

  - Tribù Thunbergieae Dumort.
    - Meyenia Nees, 1832 (1 sp.)
    - Pseudocalyx Radlk., 1883 (6 spp.)
    - Thunbergia Retz., 1776 (150 spp.)
- Sottofamiglia Acanthoideae Eaton
  - Tribù Acantheae Dumort.
    - Sottotribù Acanthinae Nees
      - Acanthopsis Harv. (20 spp.)
      - Acanthus  L. (30 spp.)
      - Blepharis Juss. (128 spp.)
      - Crossandra  Salisb. (54 spp.)
      - Crossandrella C.B.Clarke (3 spp.)
      - Cynarospermum Vollesen (1 sp.)
      - Sclerochiton Harv. (18 sp.)
      - Streptosiphon Mildbr. (1 spp.)

    - Sottotribù Aphelandrinae Bremek.
      - Aphelandra  R.Br. (209 spp.)
      - Cyphacanthus Leonard (1 spp.)
      - Holographis  Nees (18 spp.)
      - Neriacanthus Benth. (1 spp.)
      - Salpixantha Hook. (1 spp.)
      - Stenandriopsis S.Moore (20 spp.)
      - Stenandrium Nees (50 spp.)

  - Tribù Physacantheae E.Tripp & I.Darbysh.
    - Physacanthus Benth. (3 spp.)

  - Tribù Neuracantheae Reveal
    - Neuracanthus Nees (32 spp.)

  - Tribù Barlerieae Nees
    - Barleria L. (307 spp.)
    - Barleriola Oerst. (4 spp.)
    - Borneacanthus Bremek. (6 spp.)
    - Boutonia DC. (1 sp.)
    - Chroesthes Benoist (4 spp.)
    - Crabbea Harv. (13 spp.)
    - Hulemacanthus S.Moore (2 spp.)
    - Lasiocladus Bojer ex Nees (4 spp.)
    - Lepidagathis Willd. (156 spp.)
    - Pericalypta Benoist (1 sp.)
    - Podorungia Baill. (5 spp.)
    - Pseudodicliptera Benoist (4 spp.)
    - Schaueriopsis Champl. & I.Darbysh. (1 sp.)

  - Tribù Andrographideae Endl.
    - Andrographis Wall. ex Nees (27 spp.)
    - Graphandra J.B.Imlay (1 sp.)
    - Gymnostachyum Nees (52 spp.)
    - Haplanthodes Kuntze (4 spp.)
    - Haplanthus Nees (4 spp.)
    - Phlogacanthus Nees (42 spp.)
    - Sphinctacanthus Benth. (2 spp.)

  - Tribù Whitfieldieae Bremek. ex Reveal
    - Sottotribù Lankesteriinae I.Darbysh. & E.Tripp
      - Lankesteria Lindl. (7 spp.)

    - Sottotribù Whitfieldiinae I.Darbysh. & E.Tripp
      - Camarotea Scott Elliot (1 sp.)
      - Chlamydacanthus Lindau (3 spp.)
      - Forcipella Baill. (6 spp.)
      - Leandriella Benoist (2 spp.)
      - Vindasia Benoist (1 sp.)
      - Whitfieldia Hook. (13 spp.)
      - Zygoruellia Baill. (1 sp.)

  - Tribù Ruellieae Dumort.
    - Sottotribù Erantheminae Nees
      - Brunoniella Bremek. (6 spp.)
      - Eranthemum L. (23 spp.)
      - Kosmosiphon Lindau (1 sp.)
      - Leptosiphonium F.Muell. (10 spp.)
      - Pararuellia Bremek. & Nann.-Bremek. (11 spp.)

    - Sottotribù Dinteracanthinae E.Tripp & I.Darbysh.
      - Dinteracanthus Schinz (5 spp.)

    - Sottotribù Ruelliinae Nees
      - Acanthopale C.B.Clarke (12 spp.)
      - Calacanthus T.Anders. ex Benth. (1 sp.)
      - Dischistocalyx T.Anderson ex Benth. (12 spp.)
      - Ruellia L. (380 spp.)
      - Satanocrater Schweinf. (4 spp.)

    - Sottotribù Trichantherinae Benth. & Hook.f.
      - Bravaisia DC. (3 spp.)
      - Louteridium S.Watson (11 spp.)
      - Sanchezia Ruiz & Pav. (45 spp.)
      - Suessenguthia Merxm. (8 spp.)
      - Trichanthera Kunth (2 spp.)
      - Trichosanchezia Mildbr. (1 spp.)

    - Sottotribù Strobilanthinae T.Anderson
      - Strobilanthes Blume (466 spp.)

    - Sottotribù Hygrophilinae Nees
      - Brillantaisia P.Beauv. (14 spp.)
      - Hygrophila R.Br. (77 spp.)

    - Sottotribù Petalidiinae Benth. & Hook.f.
      - Duosperma Dayton (26 spp.)
      - Dyschoriste Nees (99 spp.)
      - Echinacanthus Nees (4 spp.)
      - Petalidium Nees (46 spp.)
      - Ruelliopsis C.B.Clarke (1 sp.)
      - Strobilanthopsis S.Moore (1 sp.)

    - Sottotribù Mcdadeinae E.Tripp & I.Darbysh.
      - Mcdadea E.Tripp & I.Darbysh. (1 sp.)

    - Sottotribù Phaulopsidinae E.Tripp & I.Darbysh.
      - Phaulopsis Willd. (21 spp.)

    - Sottotribù Mimulopsidinae E.Tripp
      - Eremomastax Lindau (1 sp.)
      - Heteradelphia Lindau (2 spp.)
      - Mellera S.Moore (7 spp.)
      - Mimulopsis Schweinf. (20 spp.)

    - Ruellieae incertae sedis
      - Diceratotheca J.R.I.Wood & Scotland  (1 sp.)
      - Stenothyrsus C.B.Clarke (1 sp.)
      - Xylacanthus Aver. & K.S.Nguyen (1 spp.)

  - Tribù Justicieae Dumort.
    - Sottotribù Graptophyllinae T.Anderson, 2021
      - Afrofittonia Lindau, 1913 (1 sp.)
      - Asystasia Blume, 1826 (60 spp.)
      - Ballochia Balf.f., 1883 (3 spp.)
      - Chamaeranthemum Nees, 1836 (4 spp.)
      - Chileranthemum Oerst., 1855 (3 spp.)
      - Codonacanthus Nees, 1847 (3 spp.)
      - Cosmianthemum Bremek., 1960 (14 spp.)
      - Filetia Miq., 1858 (9 spp.)
      - Glossochilus Nees, 1847 (1 spp.)
      - Graptophyllum Nees, 1832 (15 spp.)
      - Herpetacanthus Nees, 1847 (21 spp.)
      - Isotheca Turrill, 1922 (1 sp.)
      - Linariantha B.L.Burtt & R.M.Sm., 1965 (1 sp.)
      - Mackaya Harv., 1859 (5 spp.)
      - Odontonema Nees, 1842 (32 spp.)
      - Oplonia Raf., 1838 (21 spp.)
      - Phialacanthus Benth., 1876 (5 spp.)
      - Pranceacanthus Wassh., 1984 (1 spp.)
      - Pseuderanthemum Radlk., 1883 (133 spp.)
      - Psilanthele Lindau, 187 (1 sp.)
      - Pulchranthus V.M.Baum, Reveal & Nowicke, 1983 (4 spp.)
      - Ruspolia Lindau, 1895 (4 spp.)
      - Ruttya Harv., 1842 (6 spp.)
      - Sapphoa Urb., 1922 (2 spp.)
      - Spathacanthus Baill., 1891 (4 spp.)
      - Thysanostigma J.B.Imlay, 1939 (2 spp.)
      - Wuacanthus Y.F.Deng, N.H.Xia & H.Peng, 2016 (1 spp.)

    - Sottotribù Isoglossinae Lindau, 1895
      - Brachystephanus Nees, 1847 (21 spp.)
      - Celerina Benoist, 1964 (1 sp.)
      - Isoglossa Oerst., 1855 (80 spp.)
      - Melittacanthus S.Moore, 1906 (1 sp.)
      - Sebastiano-schaueria  (1 sp.)
      - Stenostephanus  (95 spp.)
      - Sphacanthus  (2 spp.)

    - Sottotribù Justiciinae Nees, 1832
      - Anisostachya Nees, 1847 (61 spp.)
      - Anisotes Nees, 1847 (29 spp.)
      - Ascotheca Heine, 1966 (1 sp.)
      - Cephalacanthus Lindau, 1905 (1 sp.)
      - Clistax Mart., 1829 (3 spp.)
      - Dasytropis Urb., 1924 (1 sp.)
      - Dianthera L., 1753 (41 spp.)
      - Dichazothece Lindau, 1898 (1 sp.)
      - Dicladanthera F. Muell., 1882 (2 spp.)
      - Dicliptera Juss., 1807 (225 spp.)
      - Harpochilus Nees, 1847 (3 spp.)
      - Hypoestes Sol. ex R.Br., 1810 (139 spp.)
      - Justicia L., 1753 (935 spp.)
      - Kenyacanthus I.Darbysh. & Kiel, 2019 (1 sp.)
      - Megaskepasma Lindau, 1897 (1 sp.)
      - Meiosperma Raf, 1838 (6 spp.)
      - Metarungia Baden, 1984 (1 sp.)
      - Nicoteba Lindau, 1893 (4 spp.)
      - Pogonospermum Hochst., 1844 (34 spp.)
      - Poikilacanthus Lindau, 1893 (13 spp.)
      - Psiloesthes Benoist, 1936 (1 sp.)
      - Rhaphidospora Nees, 1832 (8 spp.)
      - Rhinacanthus Nees, 1832 (26 spp.)
      - Rostellularia Rchb., 1837 (25 spp.)
      - Rungia Nees,1832  (87 spp.)
      - Symplectochilus Lindau, 1894 (2 spp.)
      - Tabascina Baill., 1891 (1 sp.)
      - Trichocalyx Balf.f., 1883 (2 spp.)
      - Vavara Benoist, 2021 (1 sp.)
      - Xerothamnella C.T.White, 1944 (2 spp.)

    - Sottotribù Monotheciinae Lindau, 1893
      - Ambongia Beniost, 1939 (1 sp.)
      - Calycacanthus K.Schum. (2 spp.)
      - Champluviera I.Darbysh., T.F.Daniel & Kiel, 2019 (2 spp.)
      - Cyclacanthus S. Moore, 1921 (2 spp.)
      - Jadunia Lindau, 1913 (2 spp.)
      - Marcania J.B. Imlay, 1939 (1 sp.)
      - Monothecium Hochst., 1843 (3 spp.)
      - Ptyssiglottis T.Anderson, 1860 (38 spp.)

    - Sottotribù Tetrameriinae T.F.Daniel, Kiel & McDade, 2021
      - Ancistranthus Lindau, 1900 (1 sp.)
      - Angkalanthus Balf.f., 1883 (1 sp.)
      - Anisacanthus Nees, 1842 (11 spp.)
      - Aphanosperma T.F.Daniel, 1988 (1 sp.)
      - Carlowrightia A.Gray, 1878 (21 spp.)
      - Cephalophis Vollesen, 2010 (1 sp.)
      - Chalarothyrsus Lindau, 1904 (1 sp.)
      - Chlamydocardia Lindau, 1894 (2 spp.)
      - Chorisochora Vollesen, 1994 (4 spp.)
      - Clinacanthus Nees, 1847 (3 spp.)
      - Ecbolium Kurz, 1871 (22 spp.)
      - Fittonia Coem., 1865 (2 spp.)
      - Gypsacanthus E.J.Lott, V.Jaram. & Rzed, 1986 (1 sp.)
      - Henrya Nees, 1846 (3 spp.)
      - Hoverdenia Nees, 1847 (1 sp.)
      - Kudoacanthus Hosok., 1933 (1 sp.)
      - Leptostachya Nees, 1832 (1 sp.)
      - Megalochlamys Lindau, 1899 (10 spp.)
      - Mexacanthus T.F.Daniel, 1981 (1 sp.)
      - Mirandea Rzed., 1959 (6 spp.)
      - Pachystachys Nees, 1847 (18 spp.)
      - Populina Baill., 1891 (2 spp.)
      - Schaueria Nees, 1839 (15 spp.)
      - Tetramerium Nees, 1846 (31 spp.)
      - Thyrsacanthus Moric., 1847 (7 spp.)
      - Trichaulax Vollesen, 1992 (1 sp.)
      - Yeatesia Small, 1896 (3 spp.)

    - Justicieae incertae sedis
      - Dolichostachys Benois, 2021 (1 sp.)
      - Ichthyostoma Hedrén & Vollesen, 1997 (1 sp.)
      - Samuelssonia Urb. & Ekman, 1929 (1 sp.)
      - Streblacanthus Kuntze, 1891 (3 spp.)
      - Tessmanniacanthus Mildbr., 1926 (1 sp.)
- Acanthaceae incertae sedis
  - Ritonia Benoist, 1962 (3 spp.)

### Specie europee
In Europa e nell'areale del Mediterraneo sono presenti i seguenti generi/specie della famiglia Acanthaceae:
- Acanthus L.

Acanthus dioscoridis L. - Distribuzione: Anatolia e Siria
Acanthus hirsutus  Boiss. - Distribuzione: Anatolia
Acanthus hungaricus  (Borbás) Baen. - Distribuzione: Penisola Balcanica
Acanthus mollis  L. - Distribuzione: Europa occidentale, Anatolia, Siria e Magreb
Acanthus spinosus  L. - Distribuzione: Europa mediterranea-orientale e Anatolia
Acanthus syriacus  Boiss. - Distribuzione: Anatolia e Siria
- Asystasia  Blume

Asystasia gangetica (L.) T. Anderson
- Barleria  L.

Barleria acanthoides Vahl - Distribuzione: Egitto
- Blepharis  Juss.

Blepharis attenuata  Napper - Distribuzione: Israele
Blepharis ciliaris  (L.) B. L. Burtt - Distribuzione: Israele e Egitto
- Justicia  L.

Justicia adhatoda  L. - Distribuzione: Sicilia e Cipro
Justicia hyssopifolia  L. - Distribuzione: Isole Canarie
- Peristrophe  Nees

Peristrophe paniculata  (Forssk.) Brummitt - Distribuzione: Egitto
- Strobilanthes  Blume

Strobilanthes maculatus  (Wall.) Nees
- Thunbergia  Retz.

Thunbergia alata  Bojer

### Specie della flora italiana
Nella flora spontanea italiana sono presenti le seguenti specie della famiglia Acanthaceae:
- Acanthus mollis L. - Acanto comune: queste piante arrivano ad una altezza di 5-12 dm; il ciclo biologico è perenne; la forma biologica è emicriptofita scaposa (H scap); il tipo corologico è Steno-Mediterraneo - Occidentale; l'habitat tipico sono gli incolti aridi e i cespuglietti; la distribuzione sul territorio italiano è soprattutto relativa al Centro e al Sud fino ad una altitudine di 700 m s.l.m. (questa specie è considerata esotica naturalizzata).
- Acanthus spinosus L. - Acanto spinoso: queste piante arrivano ad una altezza di 4-10 dm; il ciclo biologico è perenne; la forma biologica è emicriptofita scaposa (H scap); il tipo corologico è Steno-Mediterraneo - Orientale; l'habitat tipico sono le boscaglie, gli incolti e le siepi; la distribuzione sul territorio italiano è soprattutto relativa al Sud fino ad una altitudine di 400 m s.l.m. (questa specie è considerata esotica naturalizzata).

Le due specie sopra descritte si differenziano per la presenza di foglie basali spinose in A. spinosus mentre in A. mollis le foglie basali sono prive di spine.
- Justicia adhatoda L. - Carmantina arborea: è una pianta originaria dell'Asia tropicale coltivata per ornamento e naturalizzata in Sicilia.

### Filogenesi

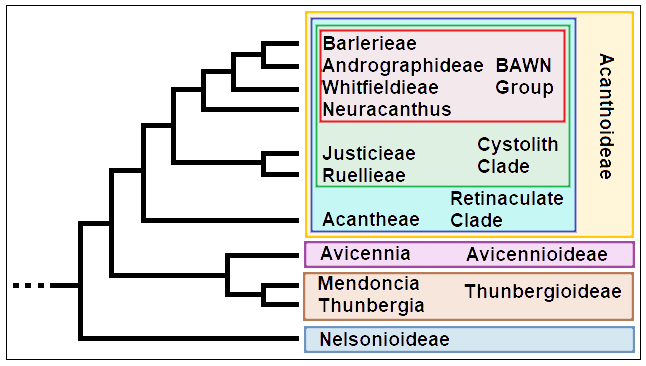
Cladogramma della famiglia

La famiglia, da un punto di vista filogenetico, nell'ambito dell'ordine delle Lamiales occupa una posizione vicina al core dell'ordine stesso insieme ad altre famiglie importanti (tra le altre: Verbenaceae, Lamiaceae e Orobanchaceae). In particolare con le famiglie Pedaliaceae e Martyniaceae attualmente formano un ramo filogenetico politotomico. La famiglia è monofiletica soprattutto dalle analisi del DNA, mentre non sono note sinapomorfie morfologiche. Le Acanthaceae sono inoltre vicine alle specie delle famiglie Scrophulariaceae e Plantaginaceae, ma si distinguono da queste per i fiori bratteati e bratteolati, i sepali embricati di lunghezza disuguale, le capsule loculicide e i semi privi di endosperma. Si distinguono inoltre dalle Lamiaceae per l'assenza di odori aromatici, steli a sezione varia, infiorescenze non verticillate, stilo non ginobasico e ovaie non quadriloculari.
Caratteri principali (e distintivi) per questa famiglia:
- presenza di cistoliti;
- foglie in genere opposte con lamina semplice;
- stipole assenti;
- fiori ermafroditi, zigomorfi associati a larghe e colorate brattee e bratteole;
- 5 petali connati in una corolla più o meno bilabiata;
- stami generalmente 4 didinami;
- filamenti adnati alla corolla;
- antere frequentemente asimmetriche;
- 2 carpelli connati con un ovario supero;
- ovuli con placentazione assile;
- ovuli generalmente 2 - 10 su due file per ciascun loculo;
- ogni ovulo è connesso con un funicolo a uncino (retinacolo);
- frutto a deiscenza loculicida ad esplosione;
- semi normalmente appiattiti.

Le Acanthaceae, da un punto di vista filogenetico, si presentano composte da 4 cladi (sottofamiglie) principali qui sotto descritti.
Sottofamiglia Acanthoideae
La sottofamiglia Acanthoideae, da un punto di vista filogenetico e costituita da 3 cladi fondamentali nidificati: BAWN Group, Cystolith Clade e Retinaculate Clade.
- BAWN Group: carartteristica per questo gruppo sono i tricomi igroscopici sui semi assenti in altri gruppi della famiglia (una possibile sinapormofia per questo gruppo).[21]
- Cystolith Clade: questo clade formato dalle due tribù Justicieae e Ruellieae (insieme formano "gruppo fratello") sono "basali" rispetto al gruppo "BAWN". Caratteristica di questo gruppo e del BAWN Group sono gli ammassi di calcare nelle cellule dell'epidermide delle foglie.[10]).
- Retinaculate Clade: in posizione "basale" si trova la tribù Acantheae. La tribù è monofiletica ed è suddivisa in due grandi cladi: (1) il "clade con la corolla a un labbro" relativo al Vecchio Mondo e (2) il "clade con la corolla a due labbra" relativo al Nuovo Mondo. Un clade più piccolo è caratterizzato dalle antere uniloculari (Acanthus, Stenandrium e Aphelandra). Una sinapomorfia per questa tribù potrebbero essere le antere monoloculari (uniloculari).

Tutte le tribù della sottofamiglia formano il "Retinaculate Clade" (i frutti hanno un funicolo persistente o retinacolo più o meno uncinato). Altre sinapomorfie per questo gruppo sono le capsule esplosive e la particolare disposizione dei lobi della corolla.
Sottofamiglia Avicennioideae
Tradizionalmente le specie di questa sottofamiglia sono state descritte all'interno della famiglia delle Verbenaceae (con questa famiglia condividono un'habitus legnoso, e un'infiorescenza più o meno cimosa con un gineceo a due ovuli per carpello), oppure trattate in una apposita famiglia (Avicenniaceae). L'attuale posizione tassonomica (nella famiglia delle Acanthaceae) è stata realizzata con i nuovi sistemi di classificazione filogenetica (classificazione APG). Oltre che dalle analisi del DNA (per il momento ancora deboli), l'inserimento dell'unico genere della sottofamiglia (Avicennia) nelle Acanthaceae, è giustificato anche morfologicamente dalla presenza di nodi articolati, dalla struttura dell'infiorescenza, dai fiori sottesi da una brattea e da due bratteole, dalla riduzione del numero degli ovuli e dall'assenza di endosperma.
La sottofamiglia è monofiletica e all'interno della famiglia la posizione filogenetica è "basale" (dopo la sottofamiglia Nelsonioideae) e risulta "gruppo fratello" della sottofamiglia Thunbergioideae. Altre analisi propongono filogenesi provvisorie diverse: (Nelsonioideae (Thunbergioideae (Avicennioideae + Acanthoideae)) oppure (Nelsonioideae (Avicennioideae (Thunbergioideae + Acanthoideae))).
Sottofamiglia Nelsonioideae
La sottofamiglia Nelsonioideae è monofiletica e "basale" al resto della famiglia. La monofilia è supportata, oltre che dalle analisi molecolari del DNA anche dal carattere morfologico condiviso (forse una sinapomorfia): la disposizione cocleare dei lobi della corolla durante la gemmazione. Le Nelsonioideae inoltre sono caratterizzate da sei a numerosi ovuli per loculo privi di retinacolo (carattere plesiomorfico). Altri caratteri (plesiomofici) sono: foglie alterne e spiralate e semi con endosperma.
All'interno della sottofamiglia si individua in posizione "basale" il genere Nelsonia (monofiletico) che risulta quindi "gruppo fratello" del resto del gruppo (ma anche dell'intera famiglia). In Nelsonia la perdita delle bratteole potrebbe essere un carattere sinapomorfico. Tutti gli altri fiori delle "nelsonioidi" (compresi anche quelli di tutto il resto della famiglia) sono sottesi da due bratteole.
Sottofamiglia Thunbergioideae
La monofilia della sottofamiglia Thunbergioideae è ben supportata dalle analisi filogenetiche del DNA e da prove morfologiche. Nell'ambito della famiglia questo gruppo occupa una posizione abbastanza "basale" (dopo la sottofamiglia Nelsonioideae) insieme alla sottofamiglia Avicennioideae (con quest'ultima forma un unico clade) e sono "gruppo fratello" al resto della famiglia.
La sottofamiglia è caratterizzata dai fiori sottesi da due larghe bratteole e dal calice fortemente ridotto. I frutti di questo gruppo si differenziano da quelli delle Acanthaceae centrali in quanto sono privi del retinacolo. In aggiunta i frutti dei generi Mendoncia e Anomacanthus sono unici nella famiglia in quanto sono delle drupe indeiscenti carnose. Inoltre le antere di questo gruppo sono caratterizzate dal fatto che mancano di endotelio (un particolare tessuto pavimentoso non stratificato) e la deiscenza delle teche avviene tramite pori o piccole fessure.
L'età della famiglia (quando si è separata dal resto dell'ordine) può essere compresa circa tra 90 - 50 milioni di anni fa (secondo i vari studi).
Il cladogramma a lato tratto dallo studio citato e semplificato, mostra l'attuale conoscenza filogenetica del raggruppamento.

### Alcune specie
Sottofamiglia Acanthoideae 
Tribù Acantheae

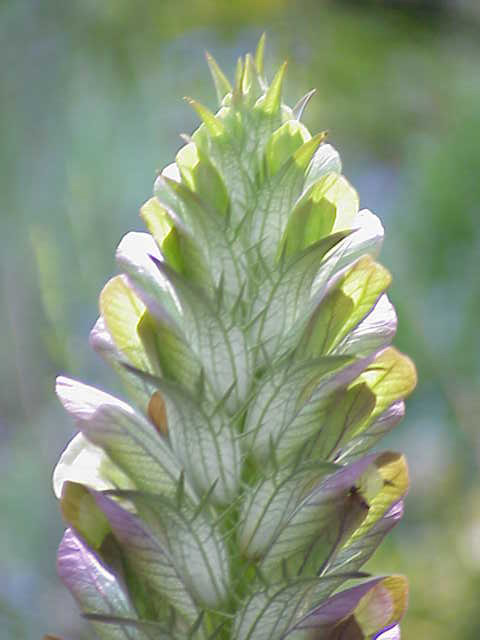
Acanthus balcanicus
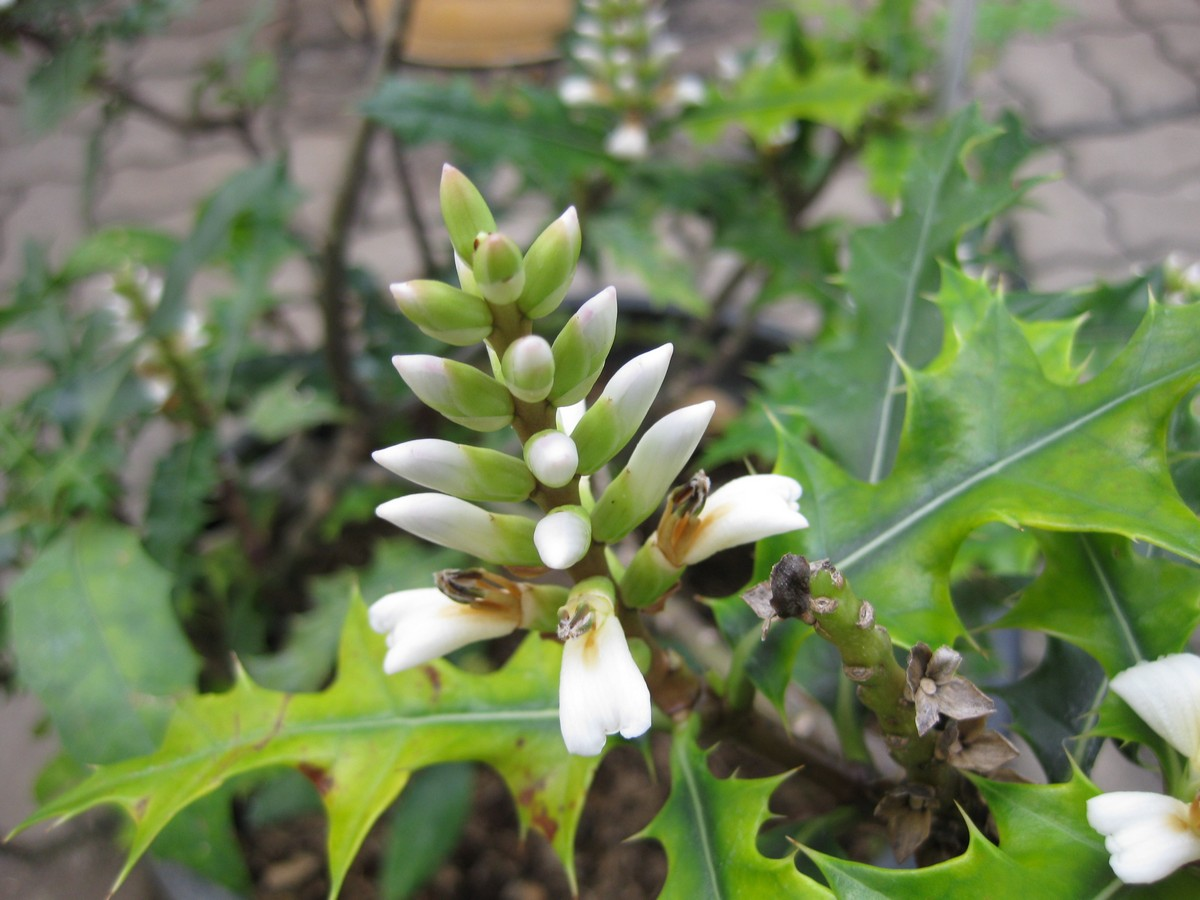
Acanthus ebracteatus
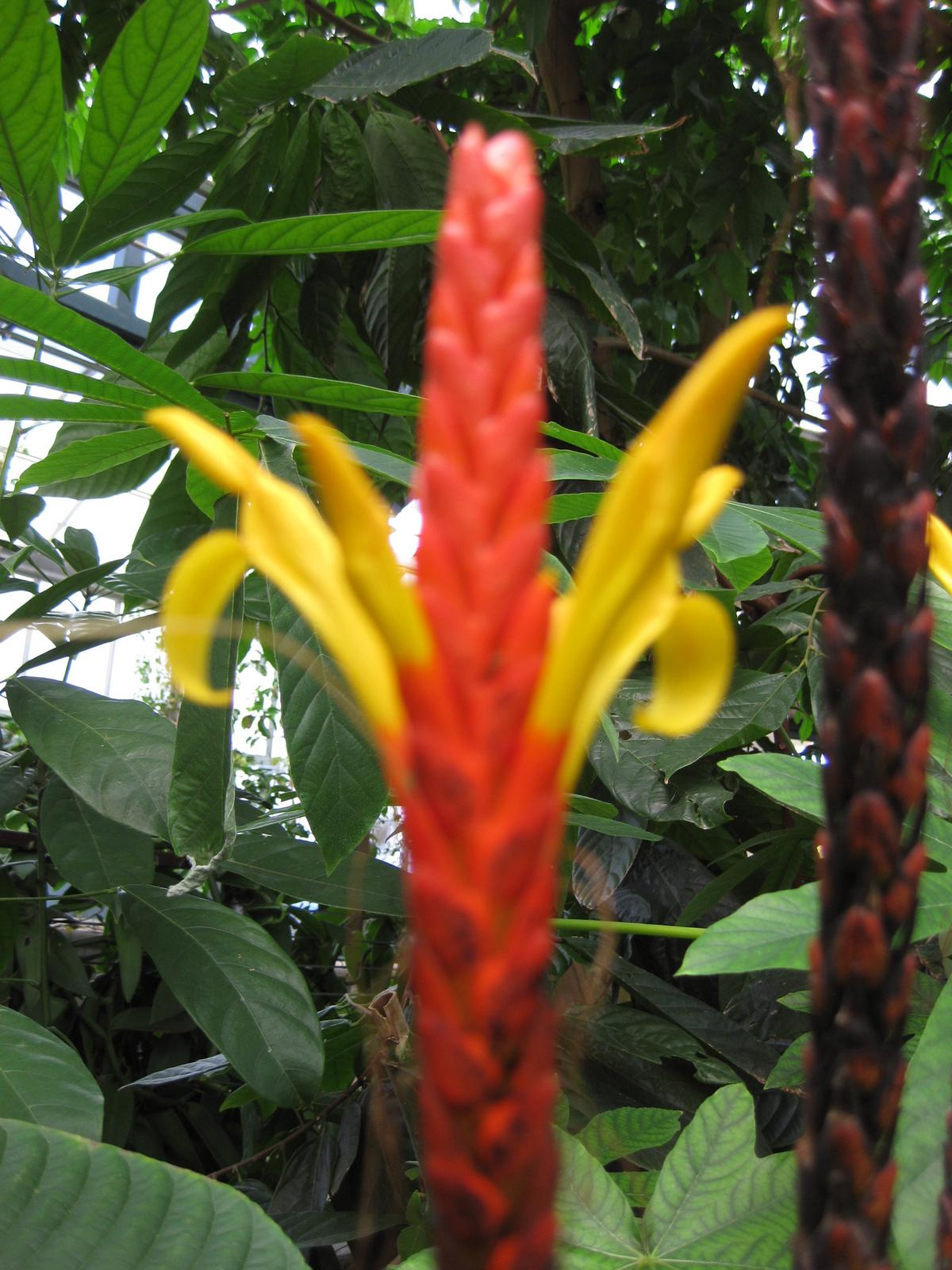
Aphelandra hartwegiana
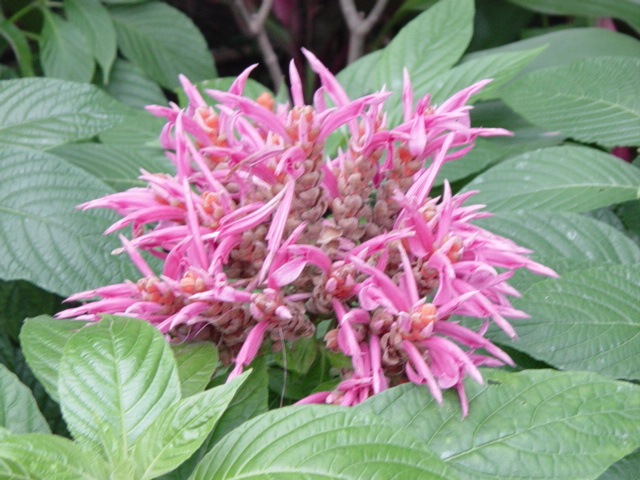
Aphelandra sinclairiana
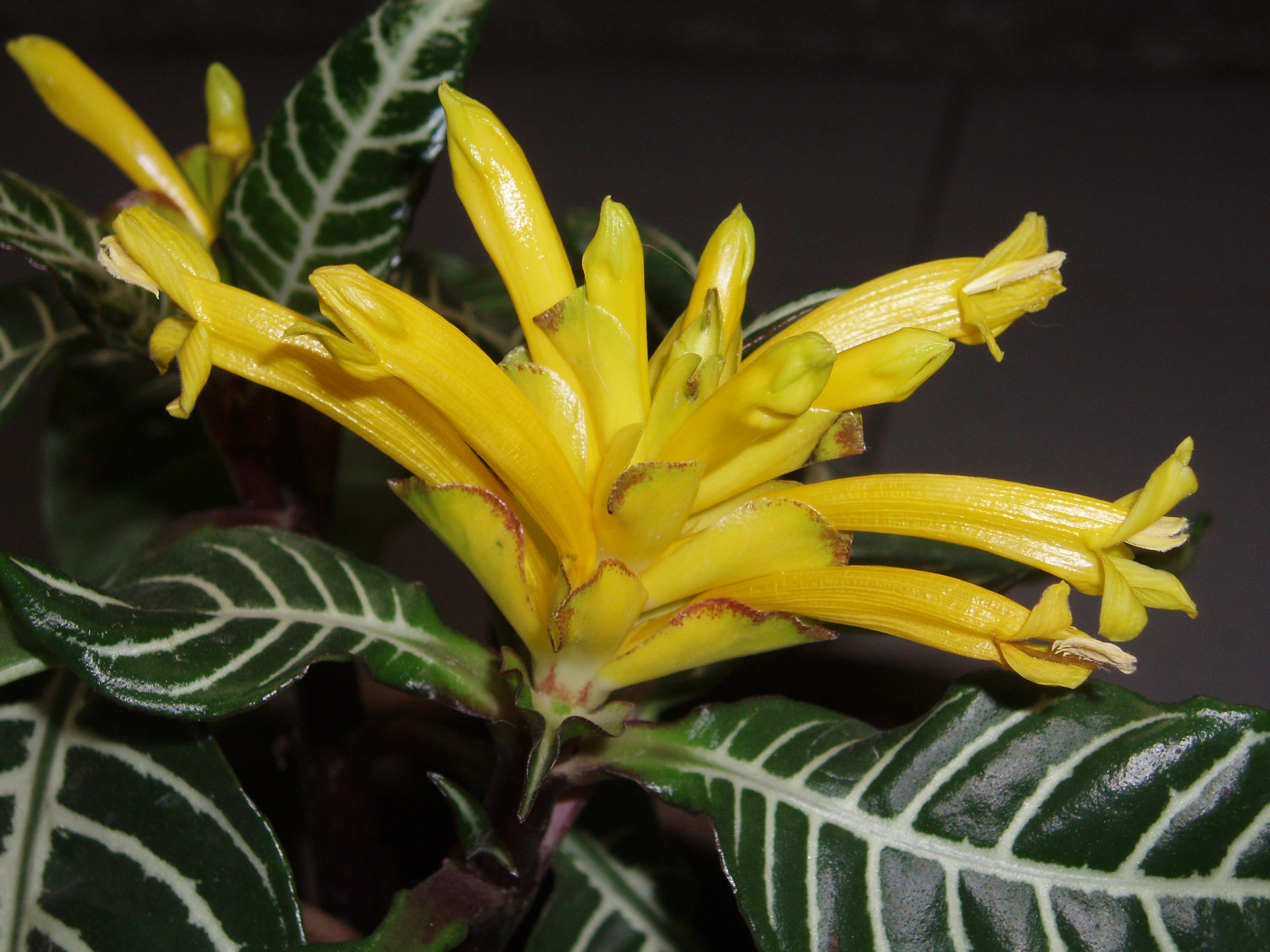
Aphelandra squarrosa
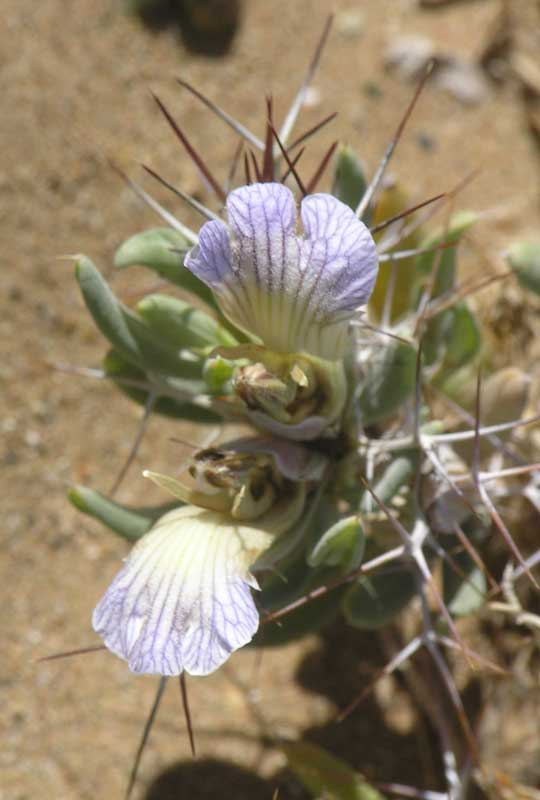
Blepharis mitrata

Tribù Andrographideae

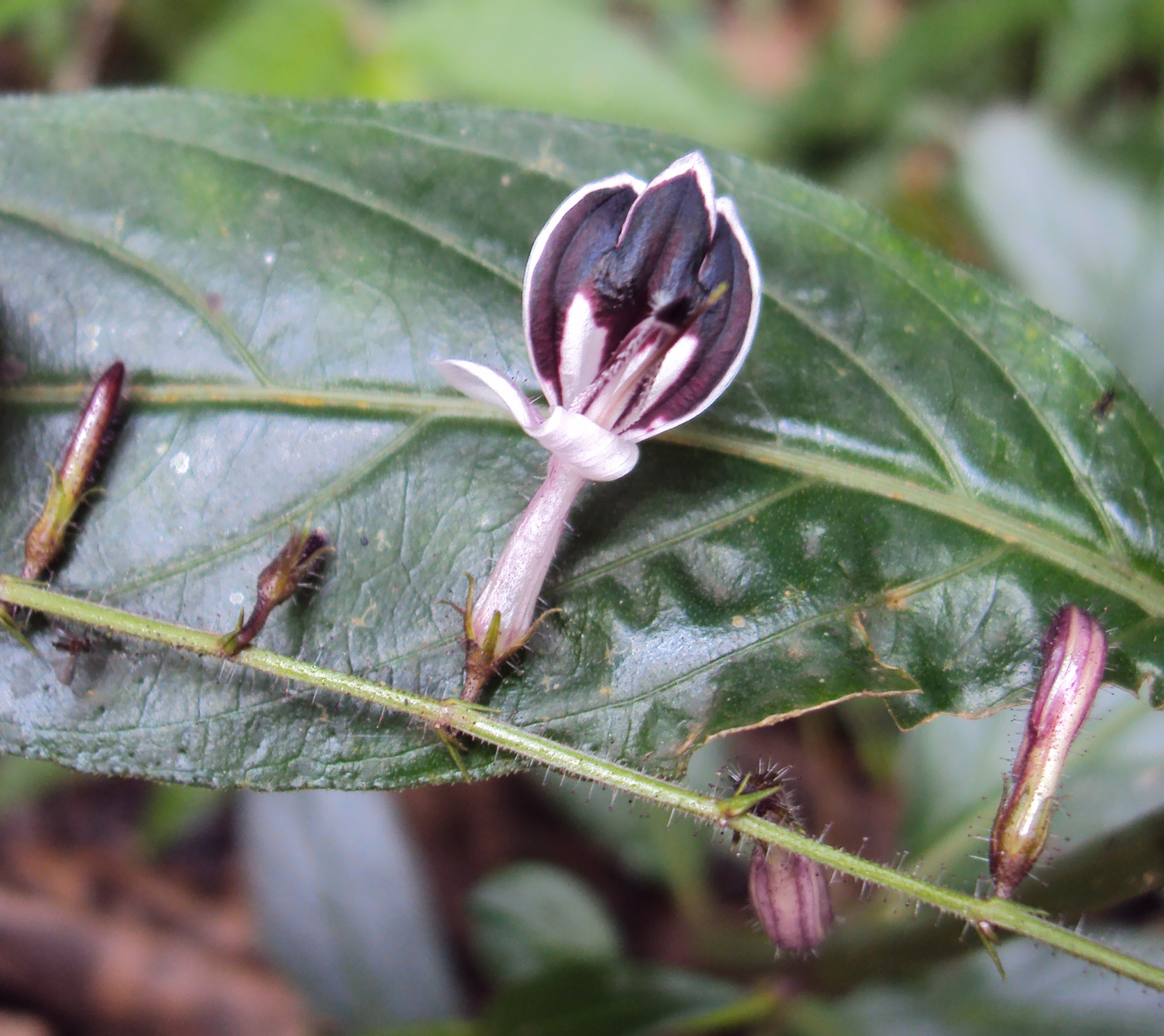
Andrographis atropurpurea
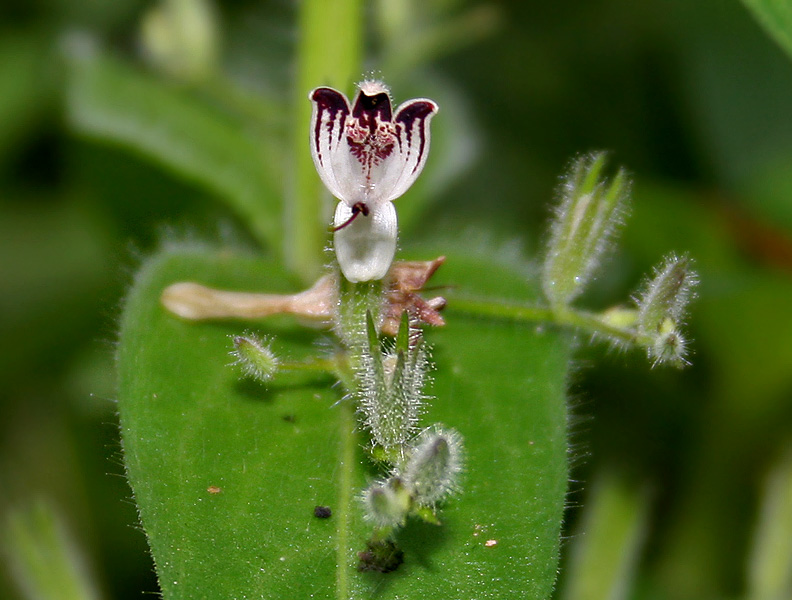
Andrographis echioides
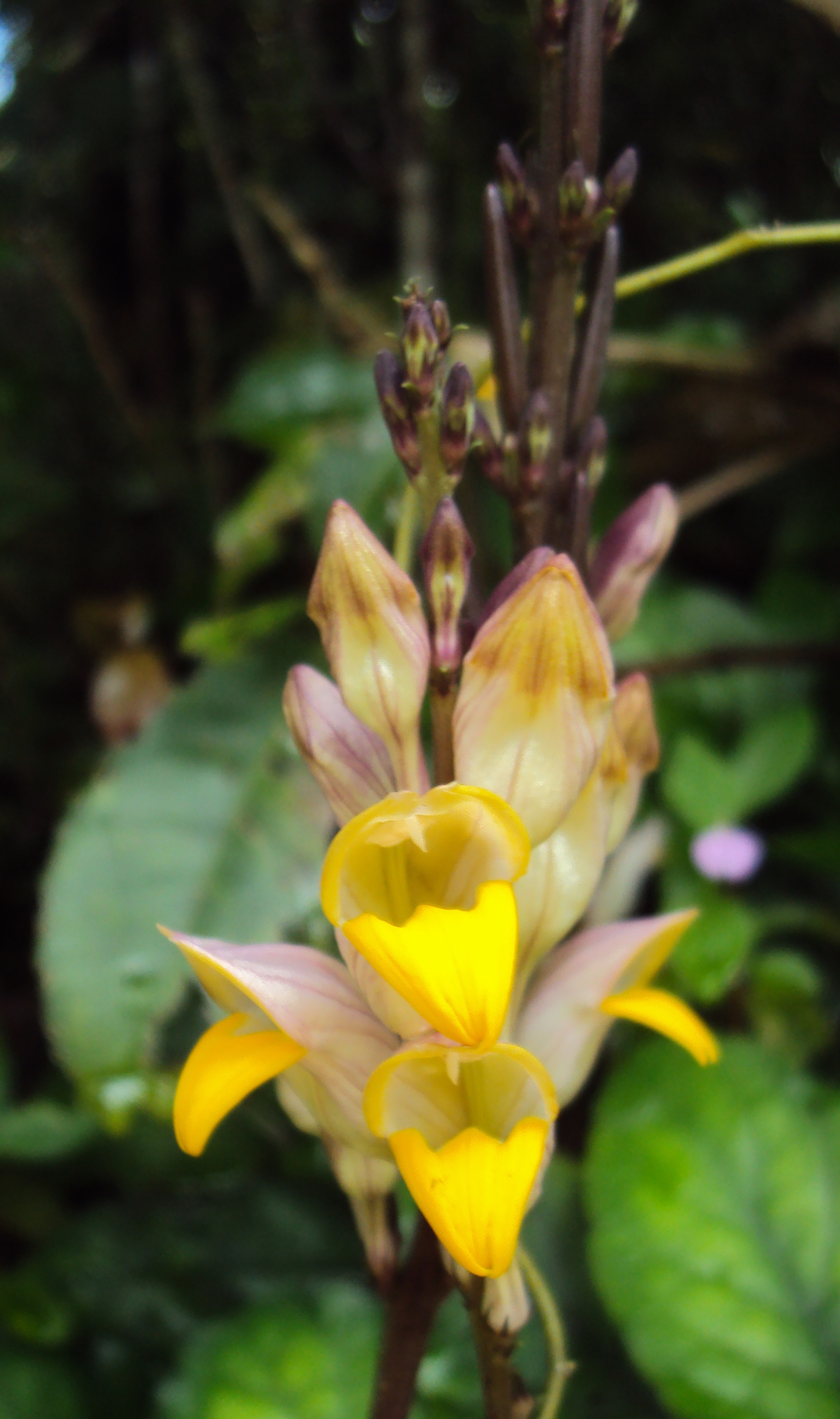
Gymnostachyum febrifugum

Tribù Barlerieae

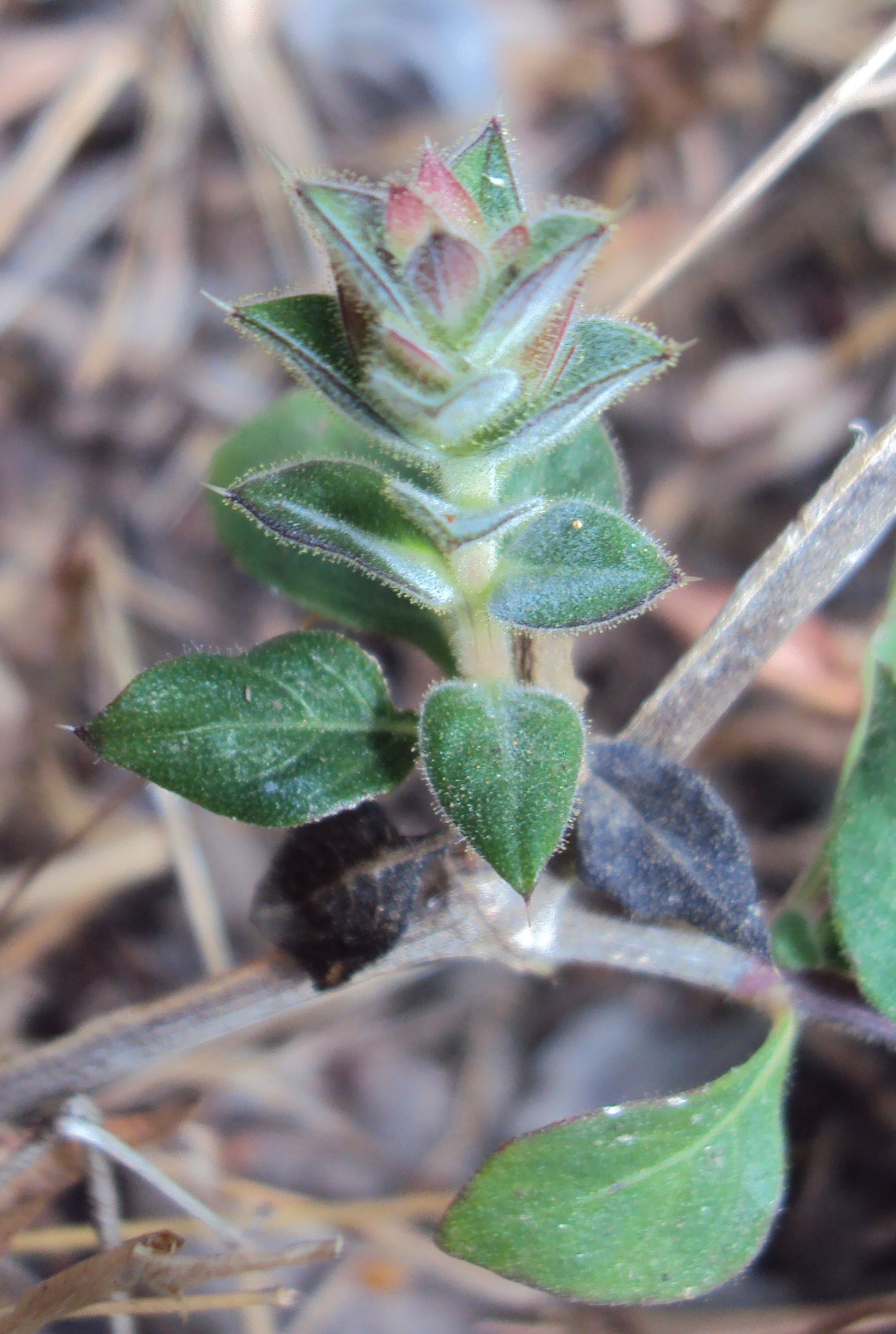
Lepidagathis cuspidata
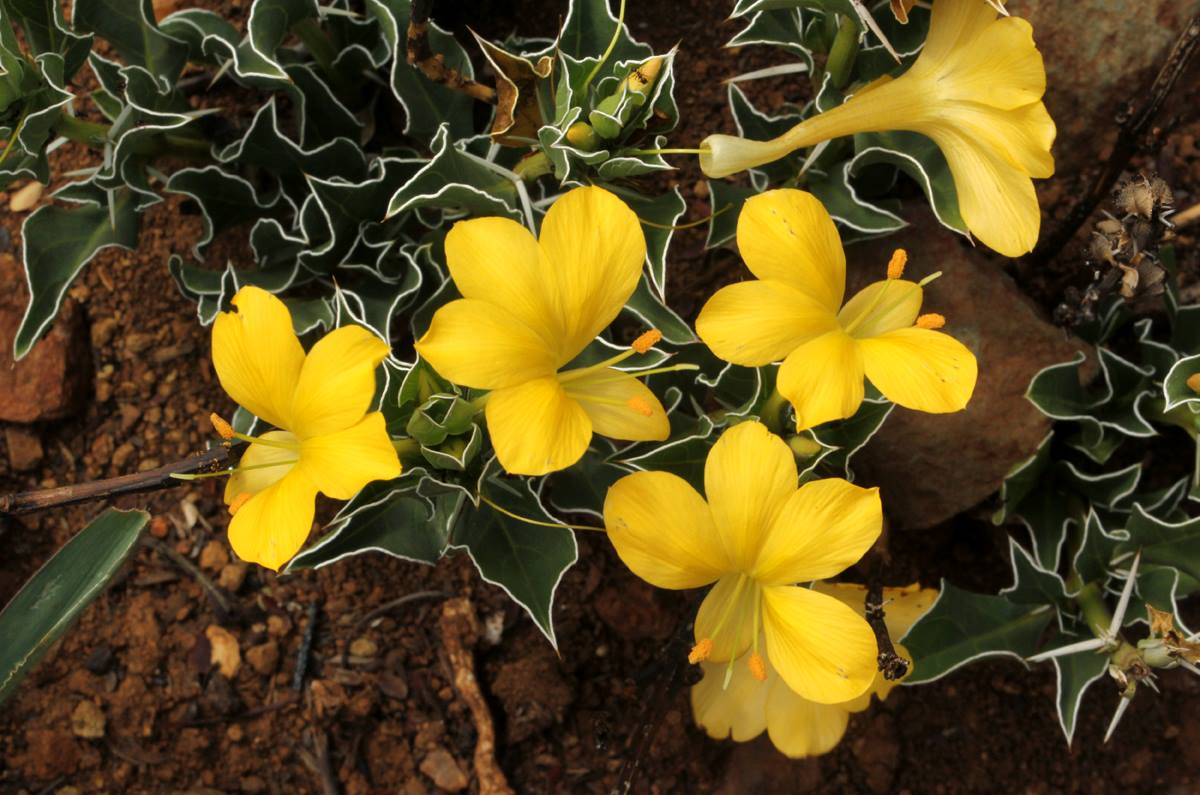
Barleria randii
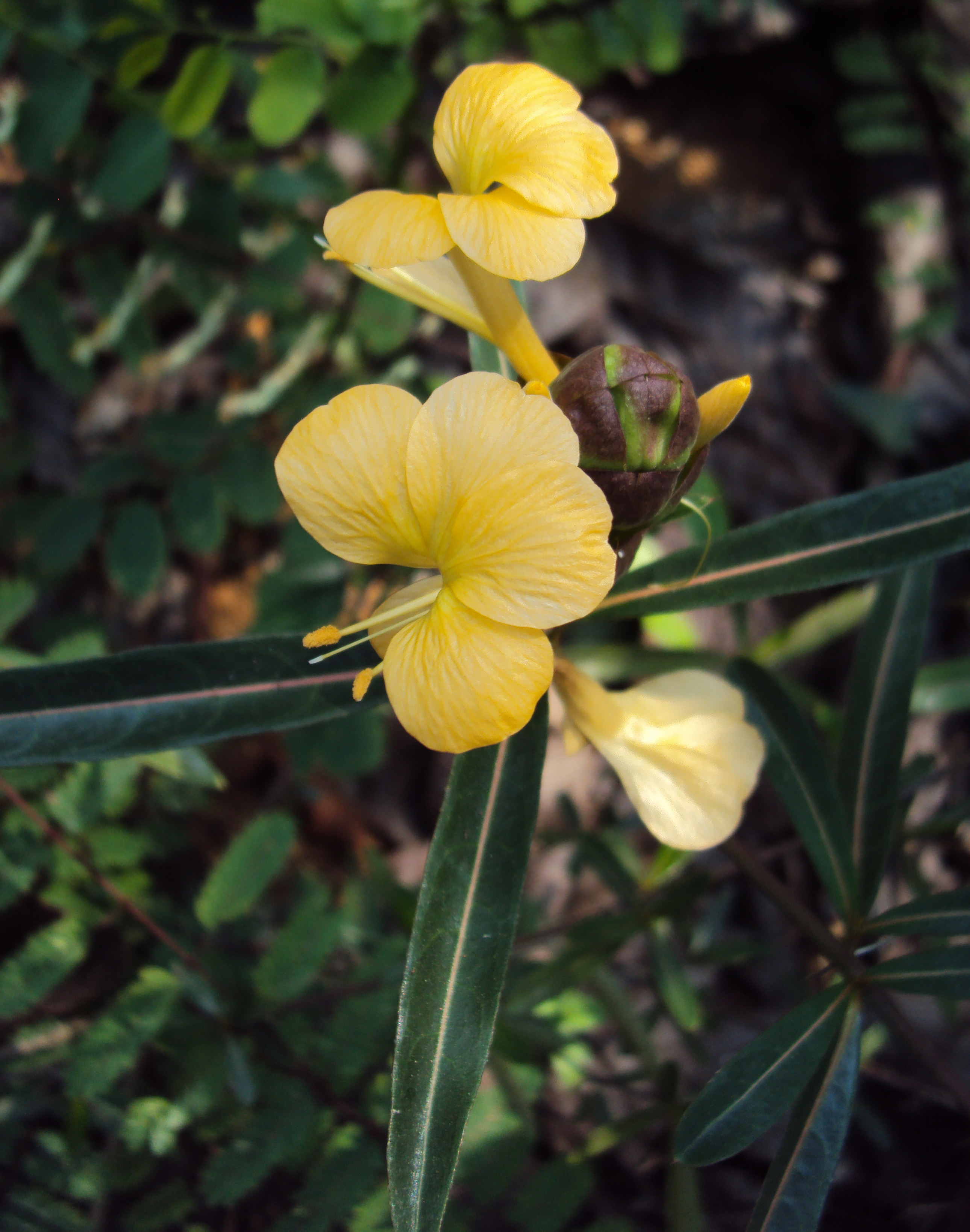
Barleria lupulina

Tribù Justicieae 

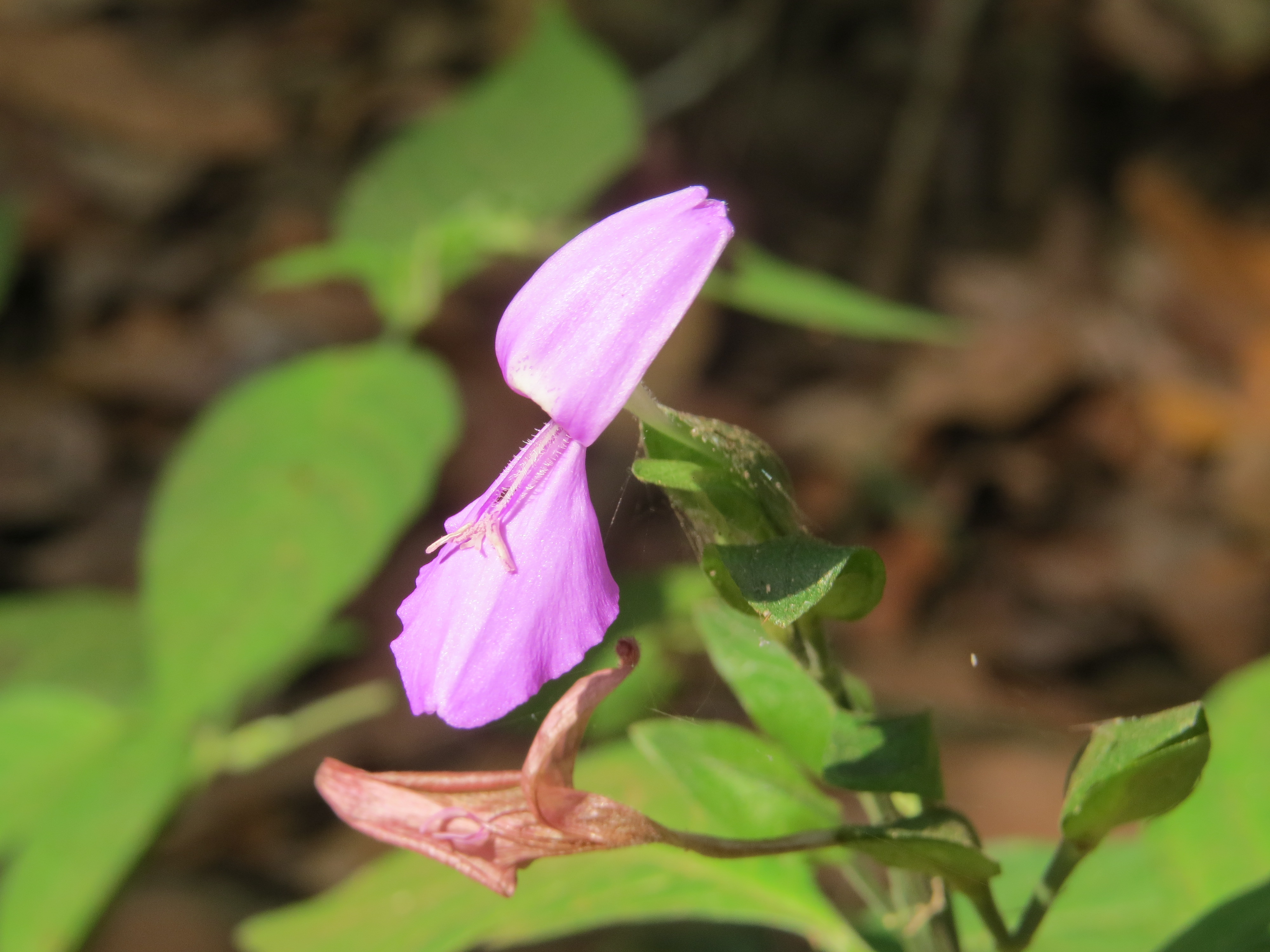
Dicliptera foetida
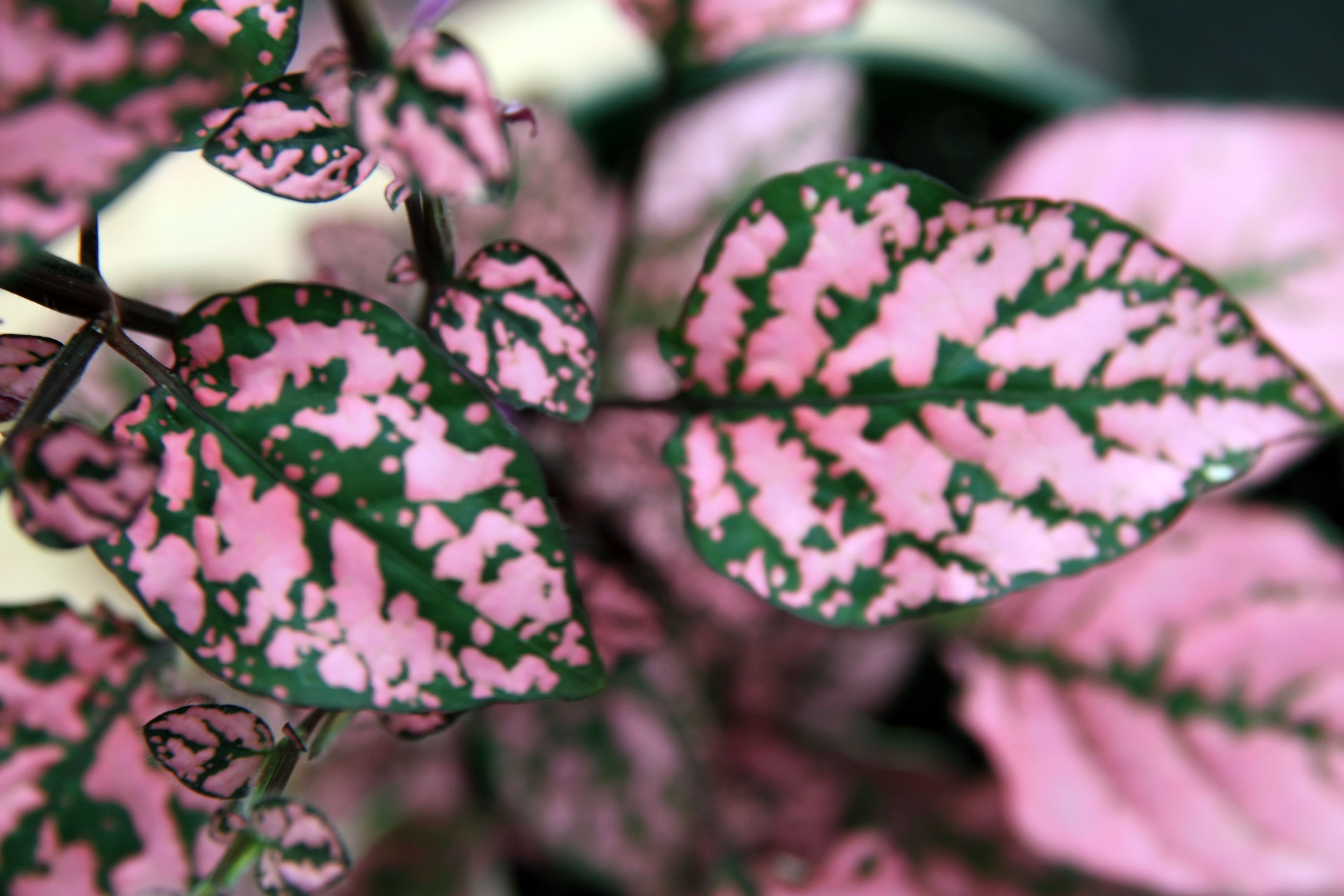
Hypoestes phyllostachys
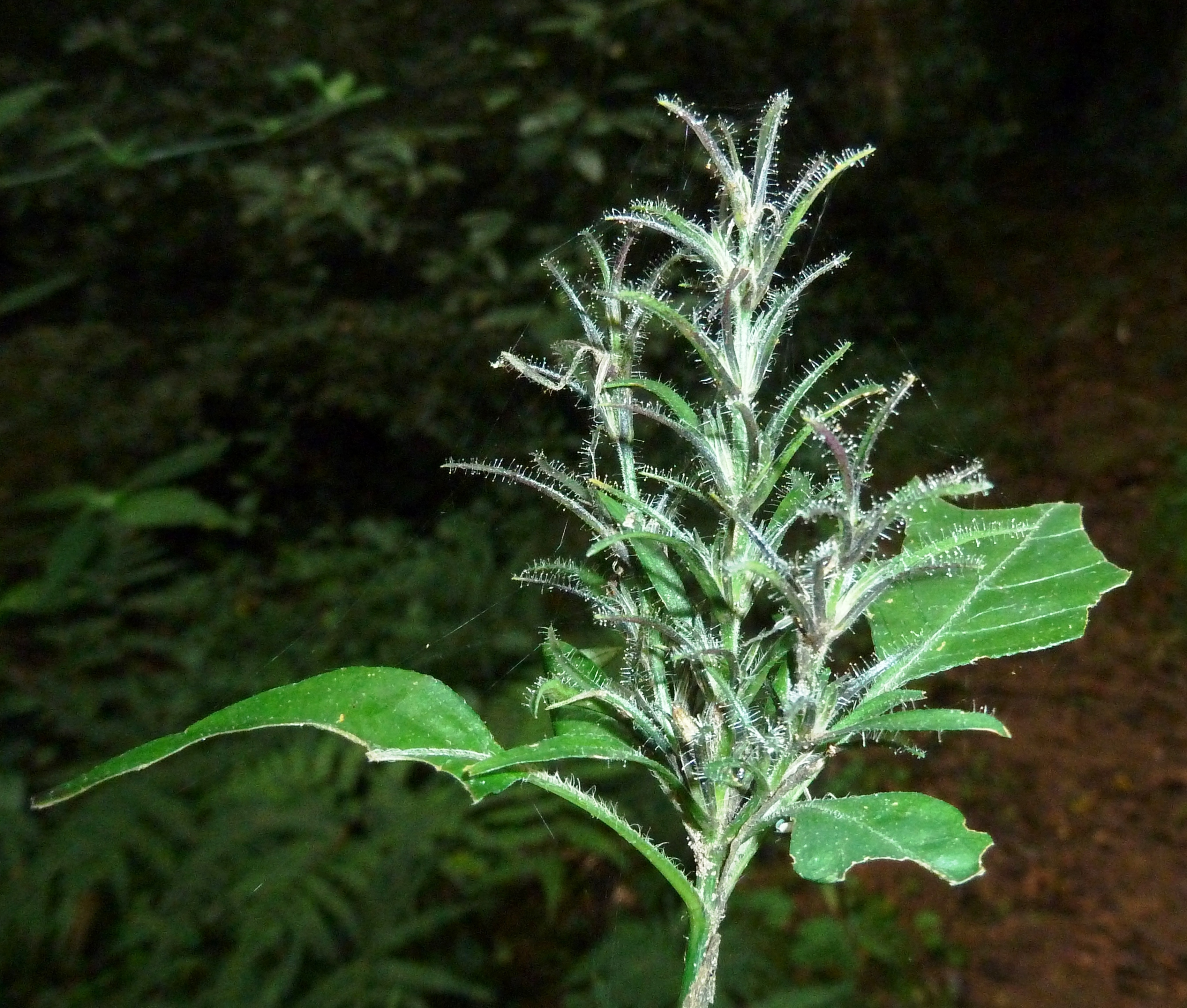
Isoglossa cooperi
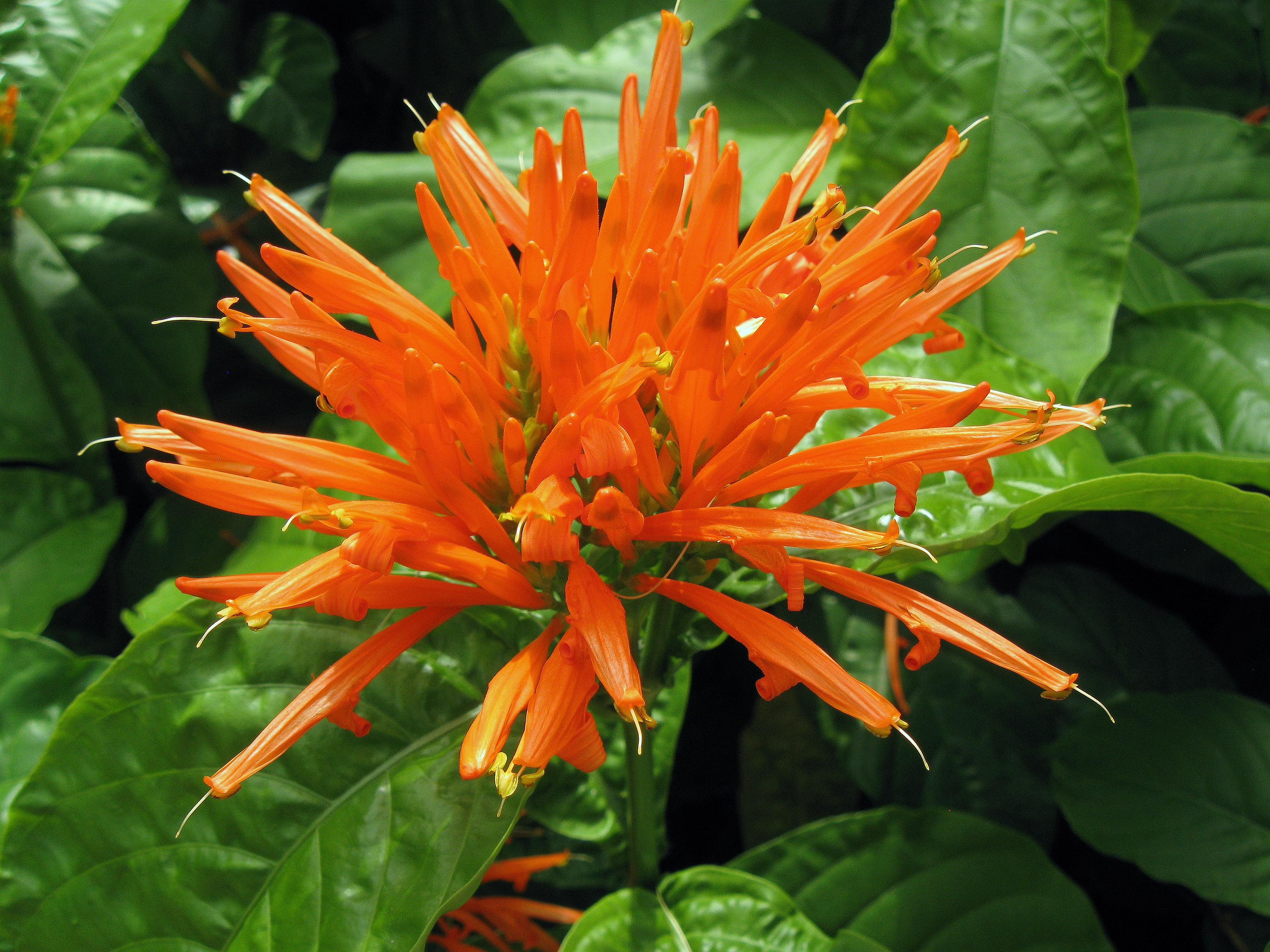
Justicia spicigera
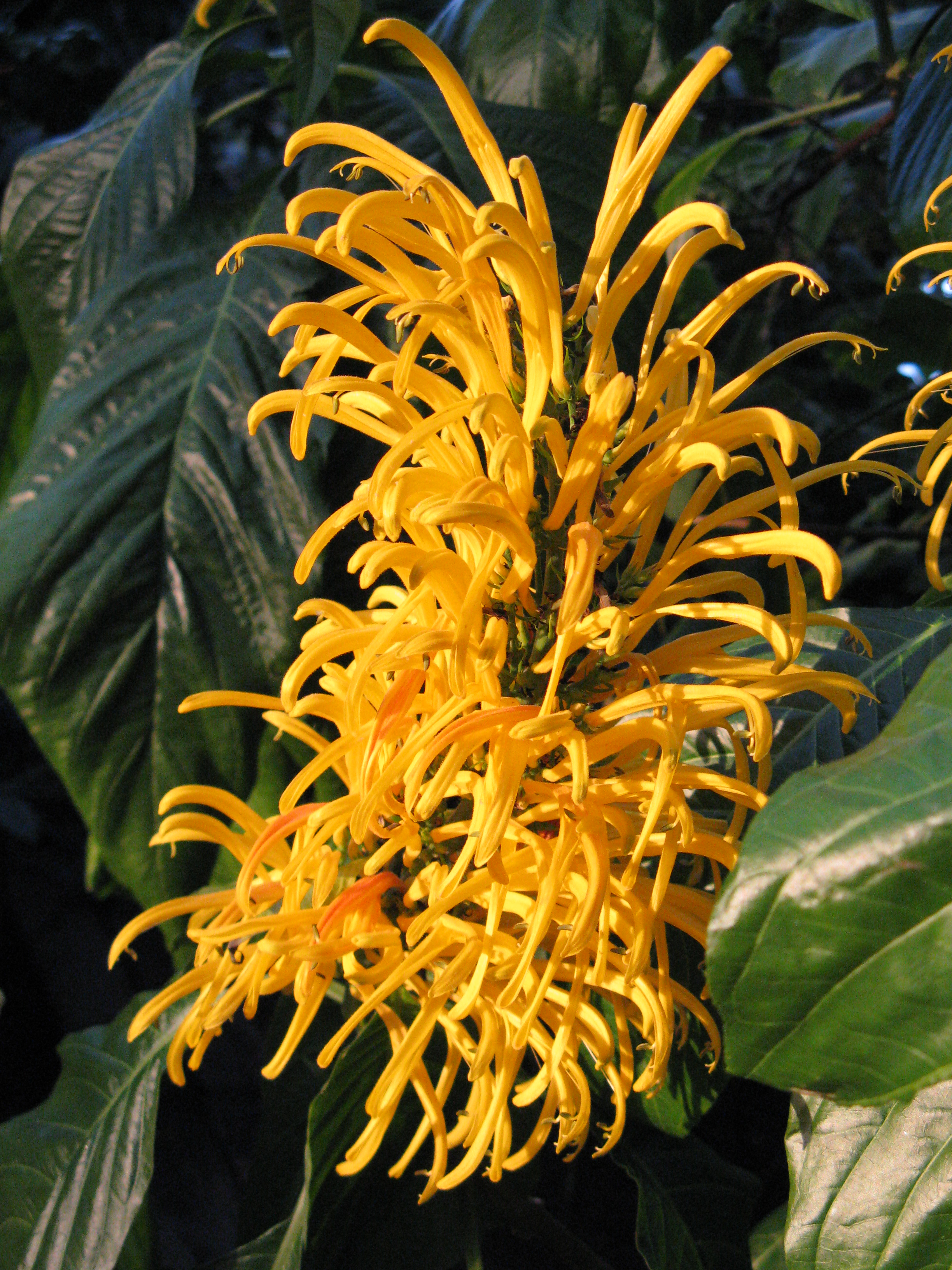
Justicia aurea
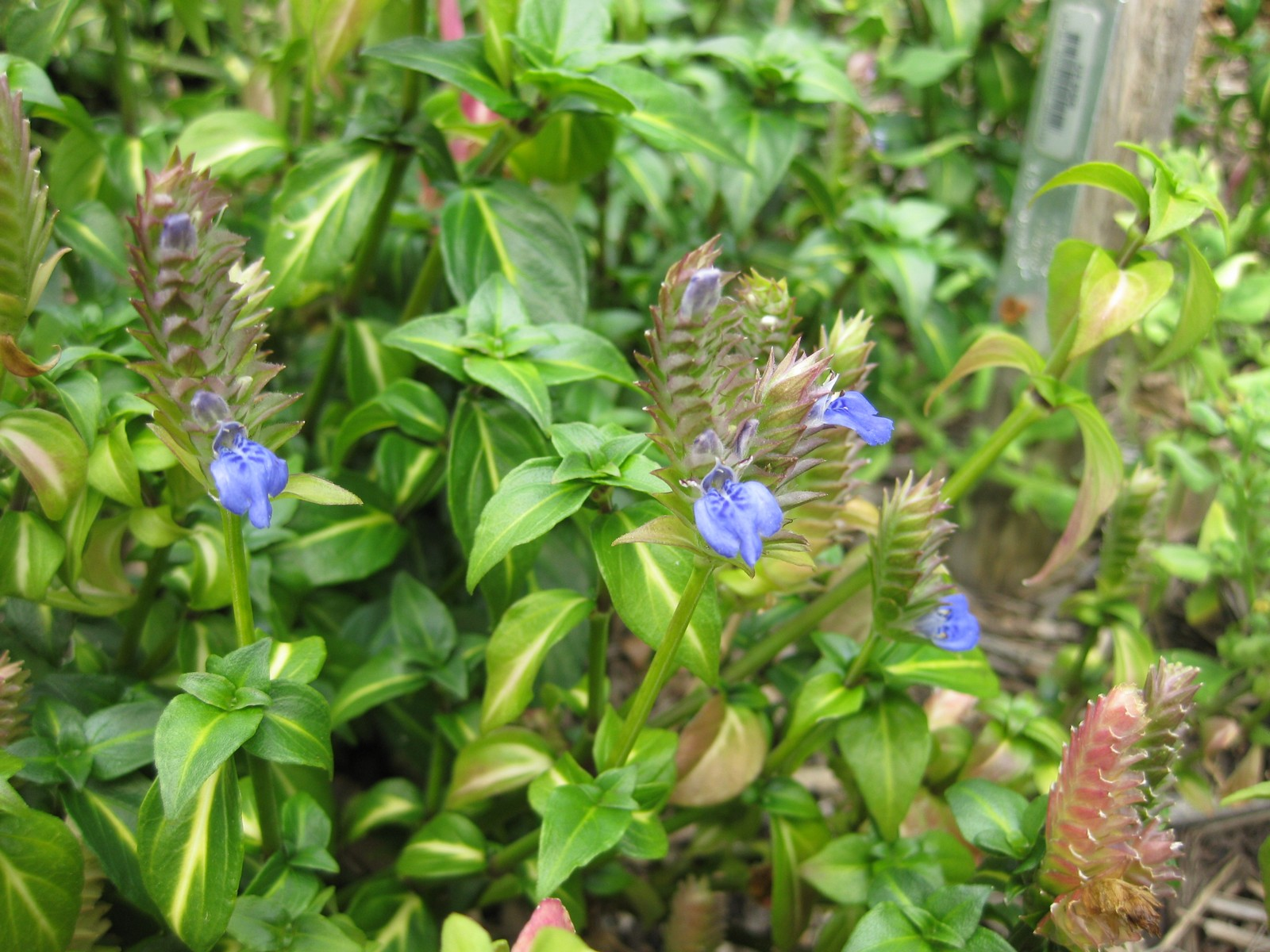
Rungia klossii
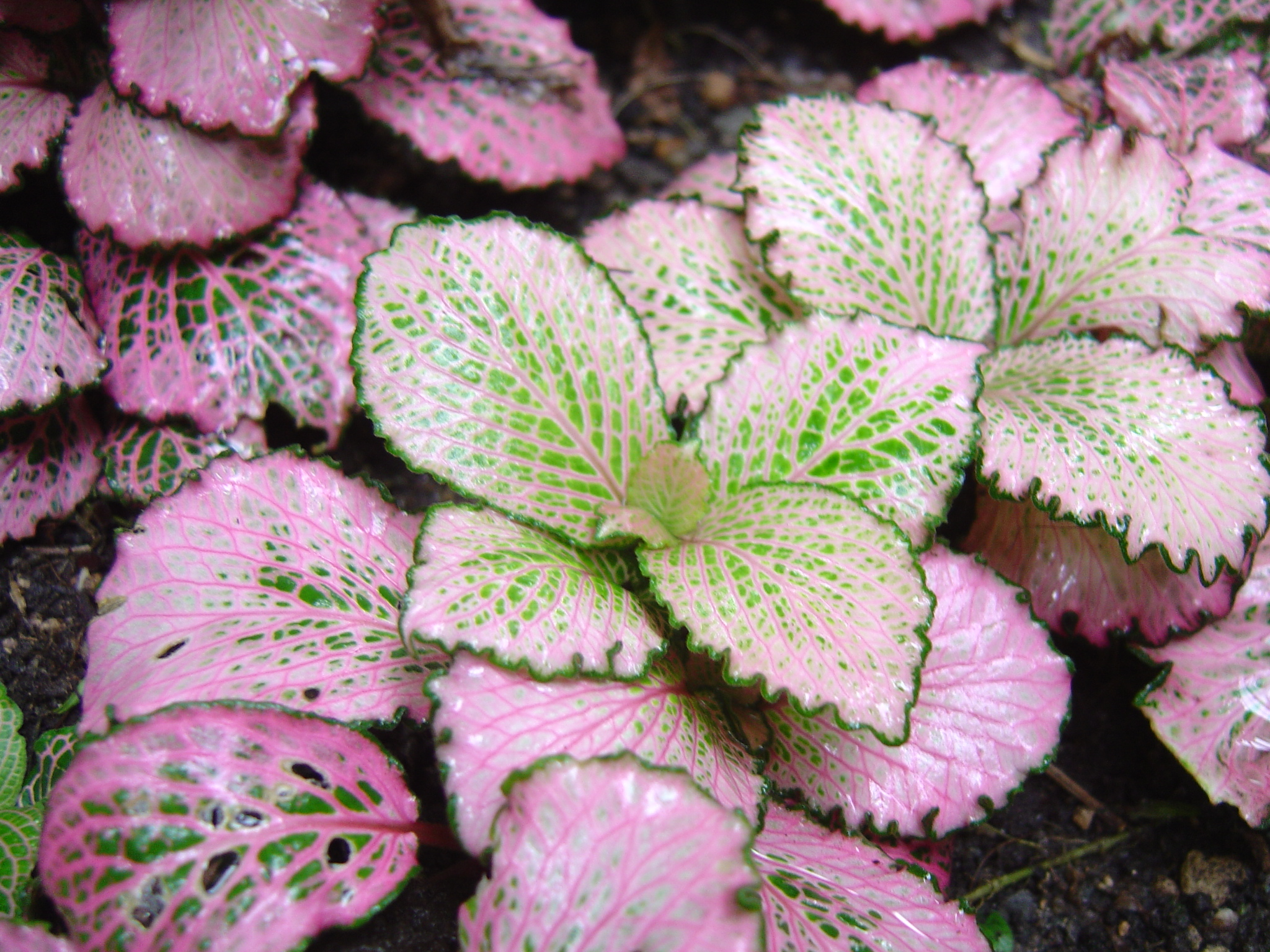
Fittonia albivenis

Tribù Ruellieae

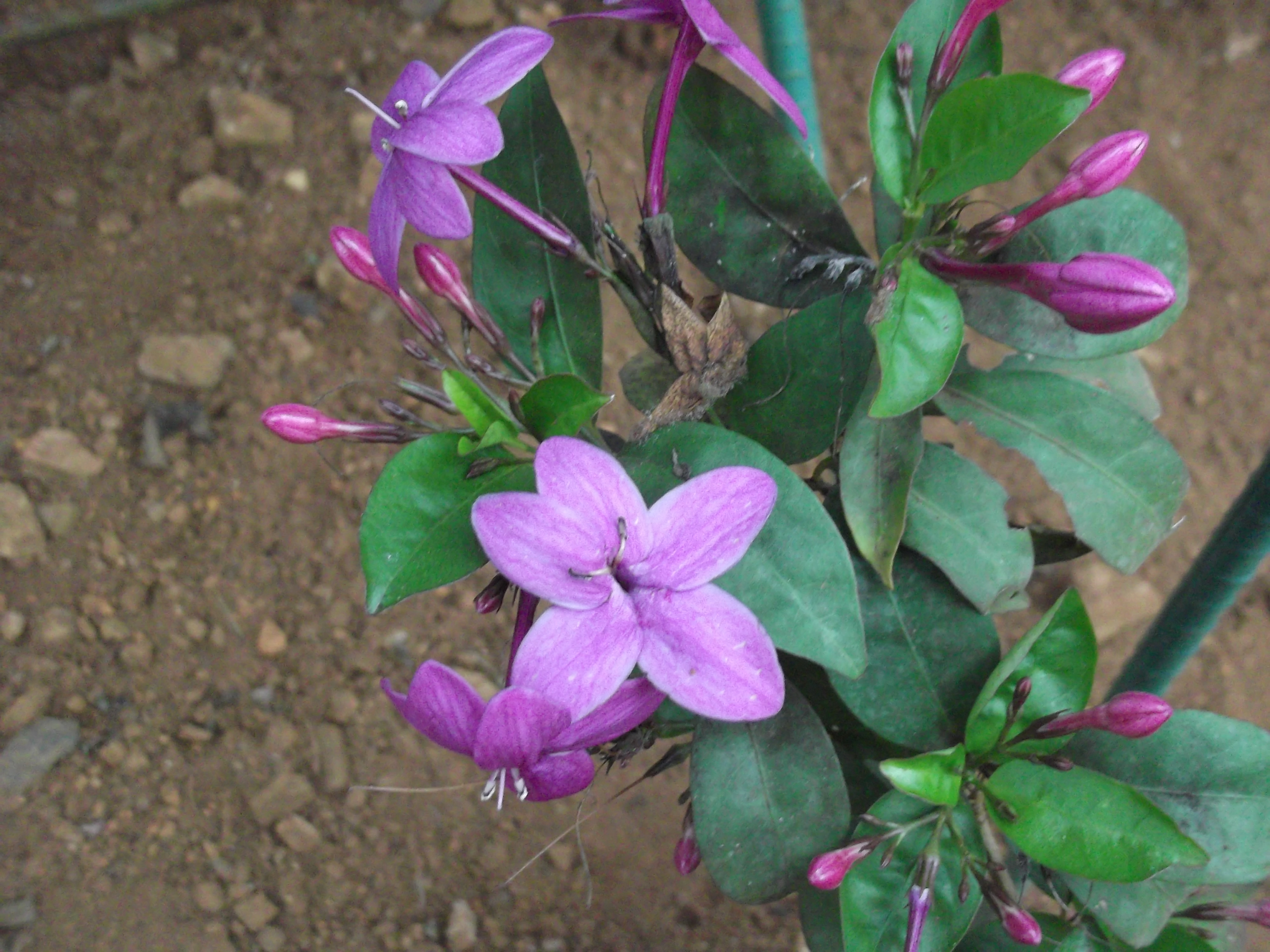
Eranthemum laxiflorum
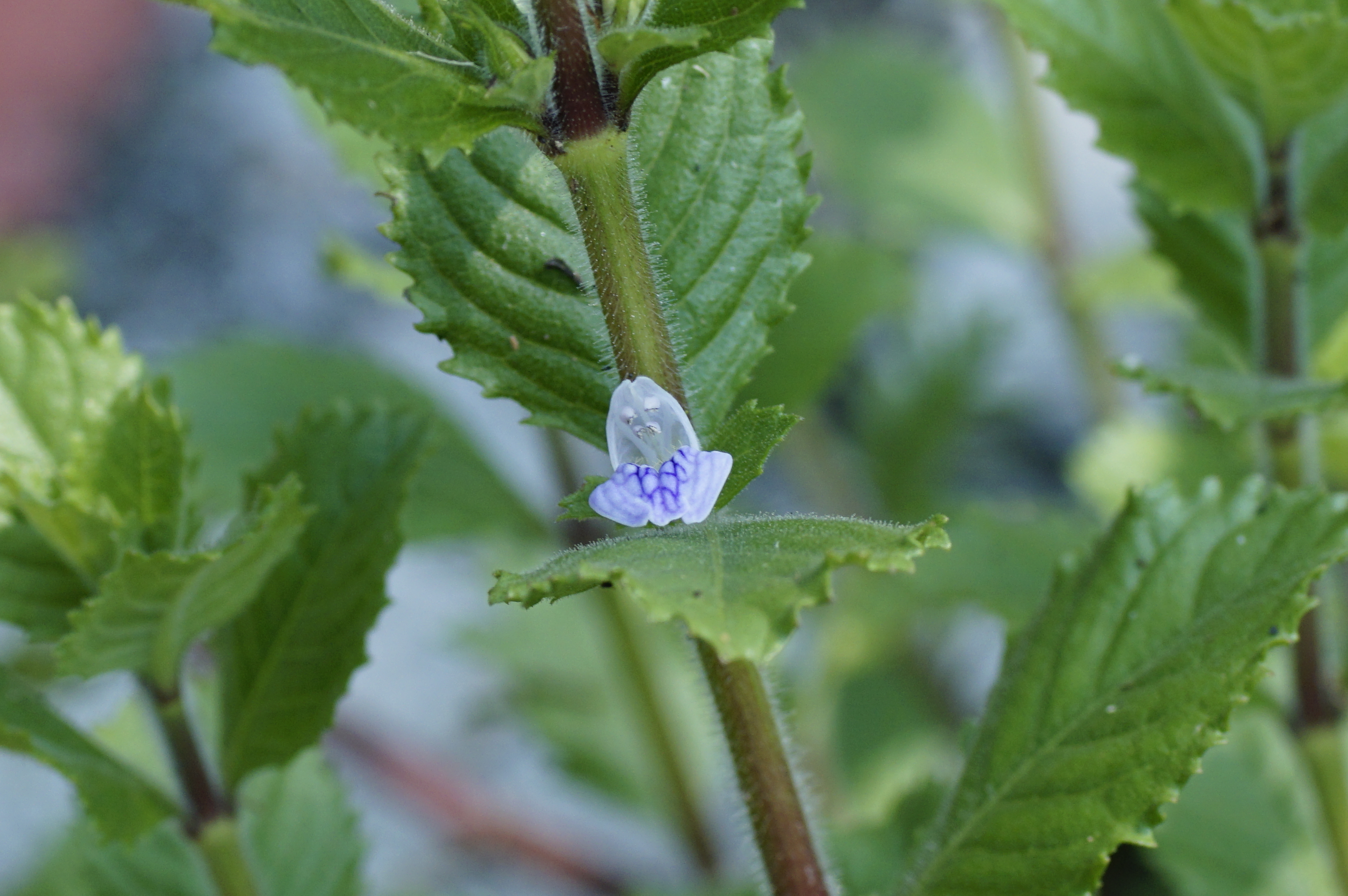
Hygrophila difformis
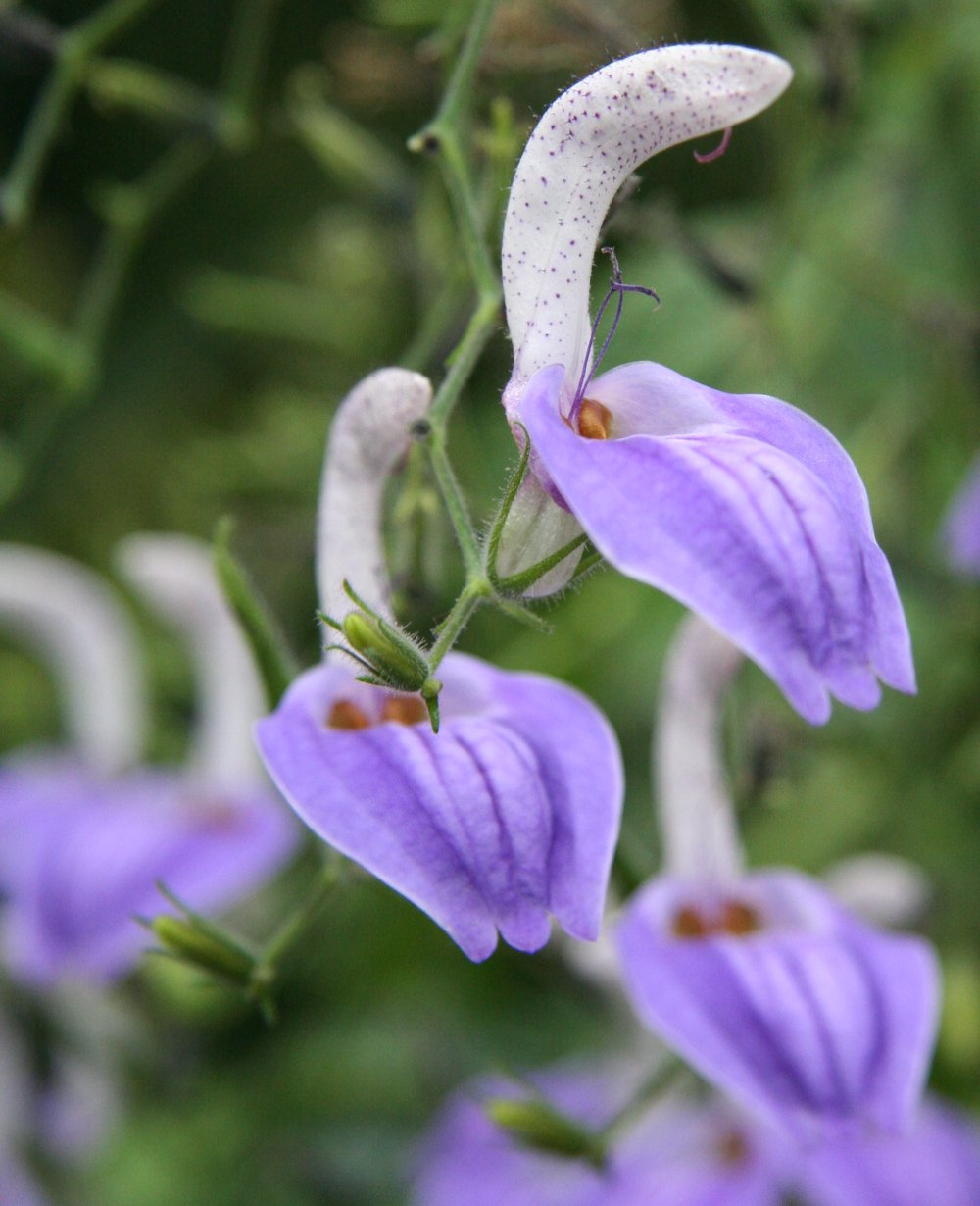
Brillantaisia owariensis
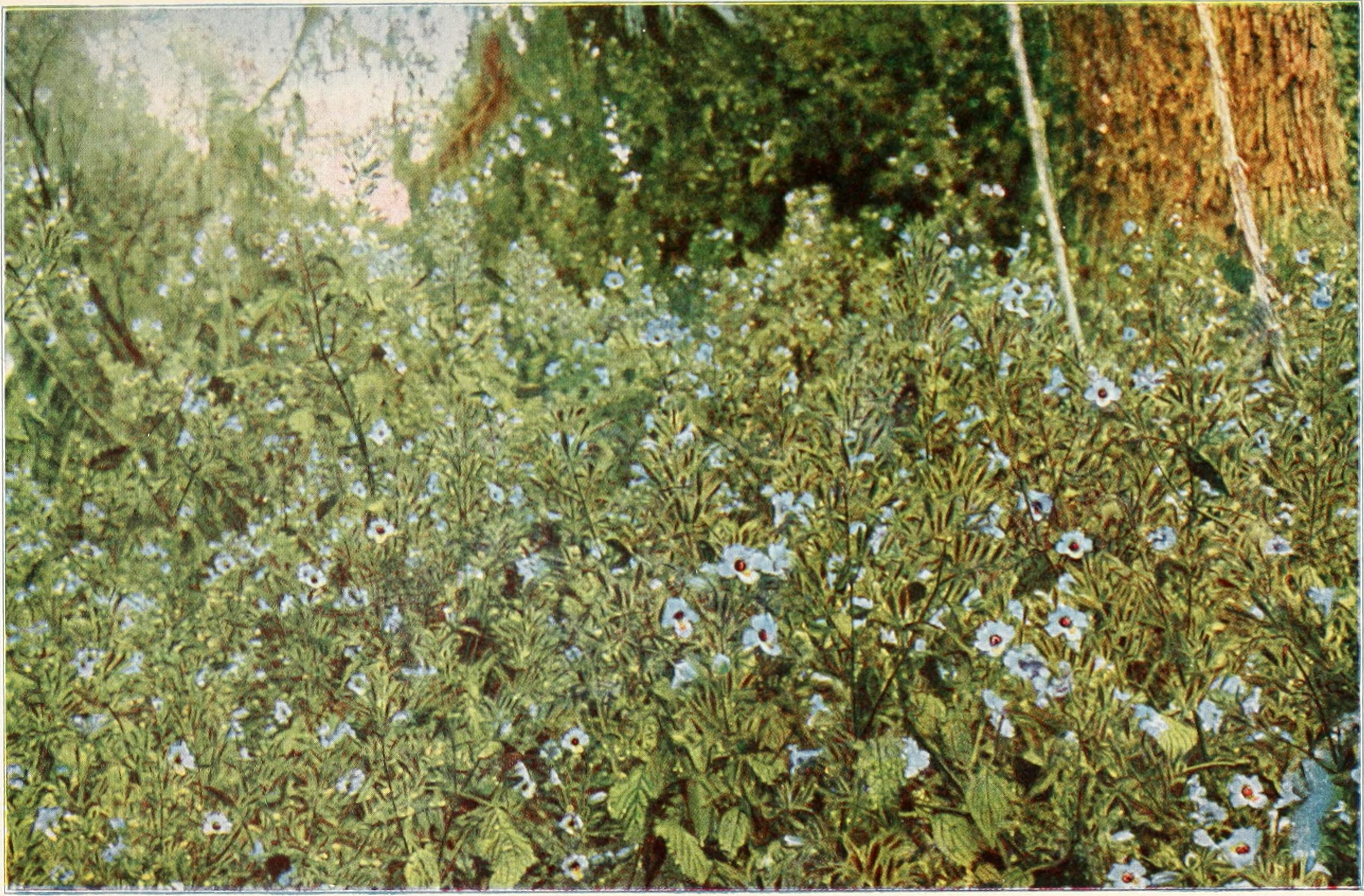
Mimulopsis violacea
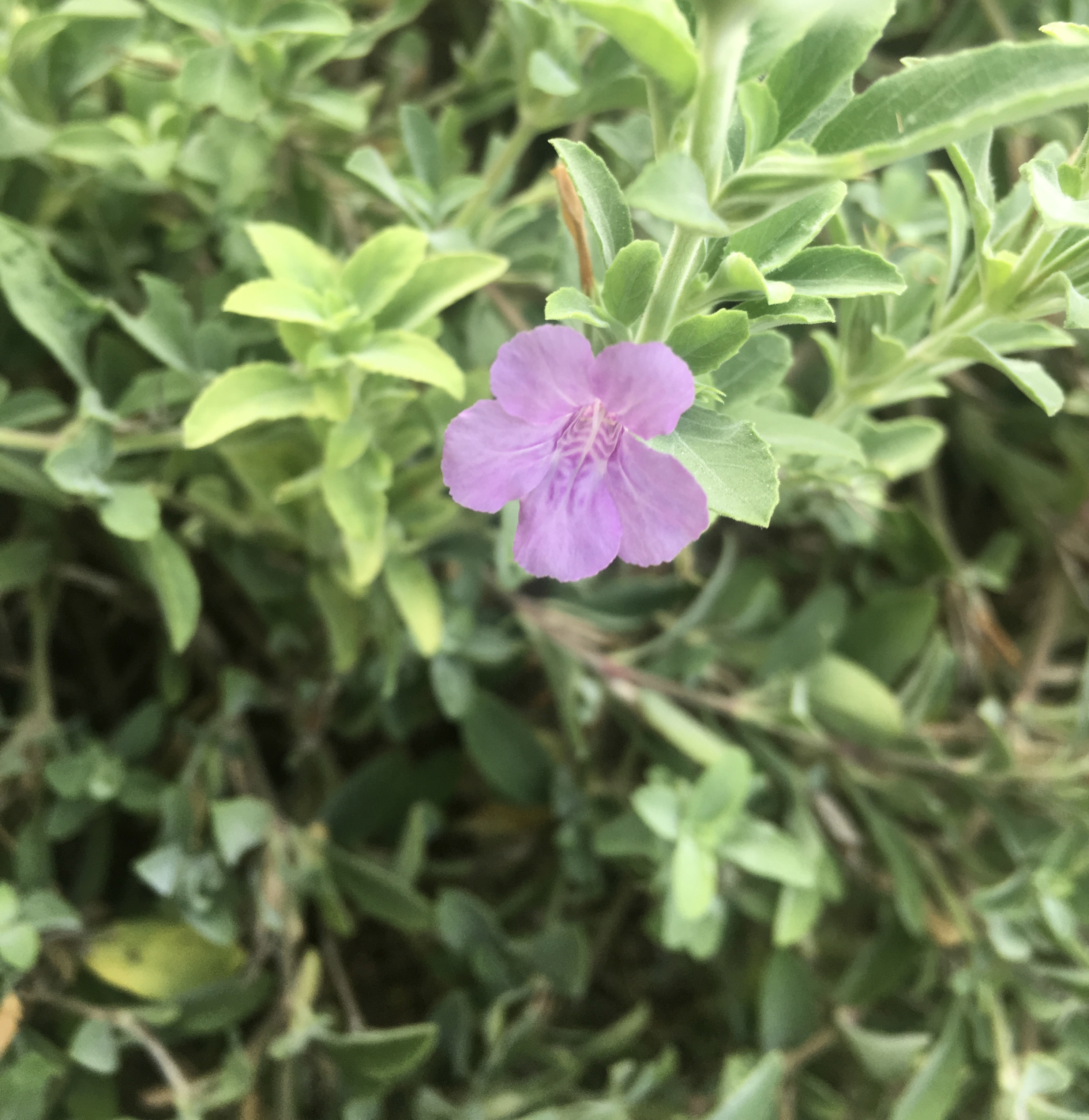
Dyschoriste crenulata
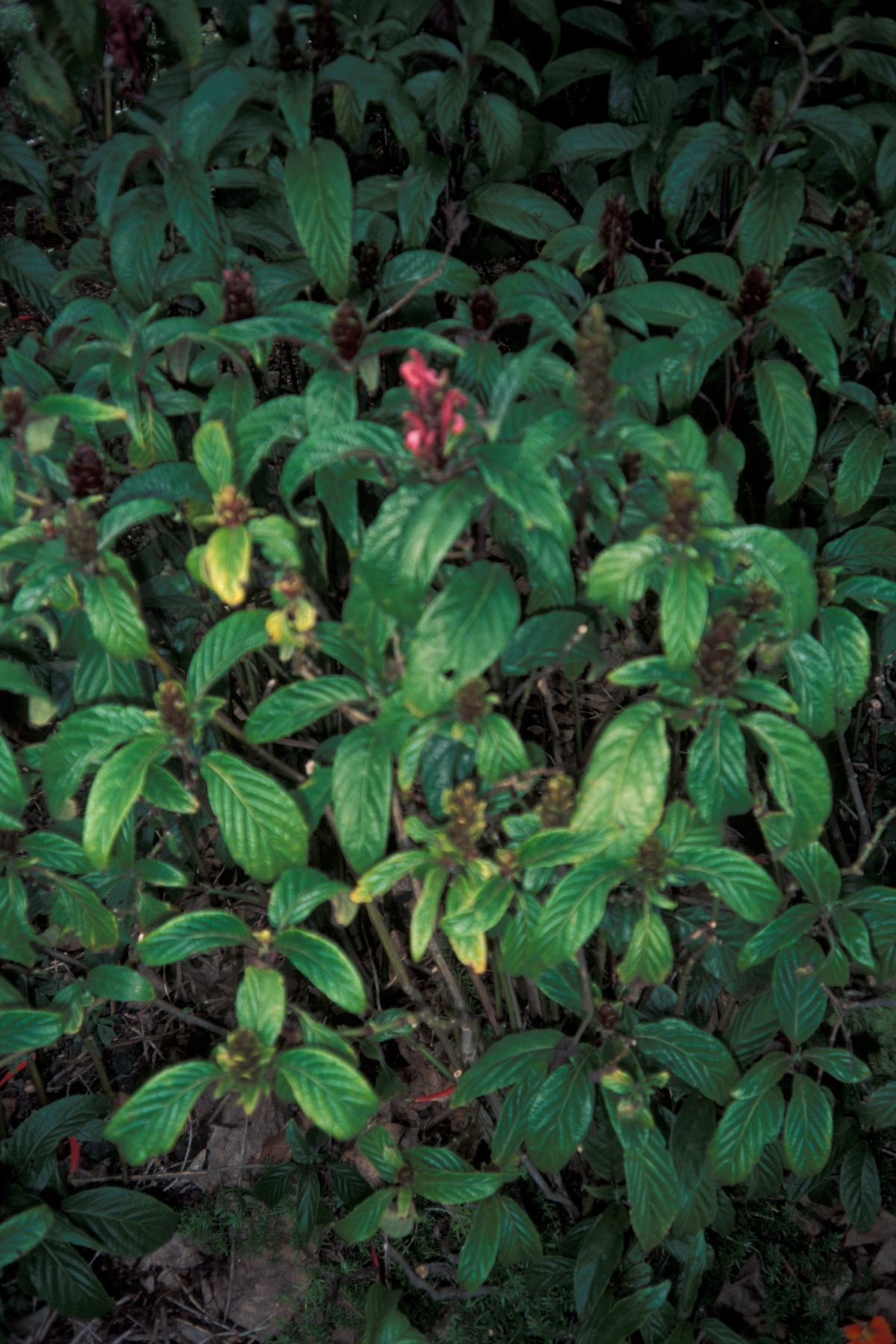
Ruellia chartacea
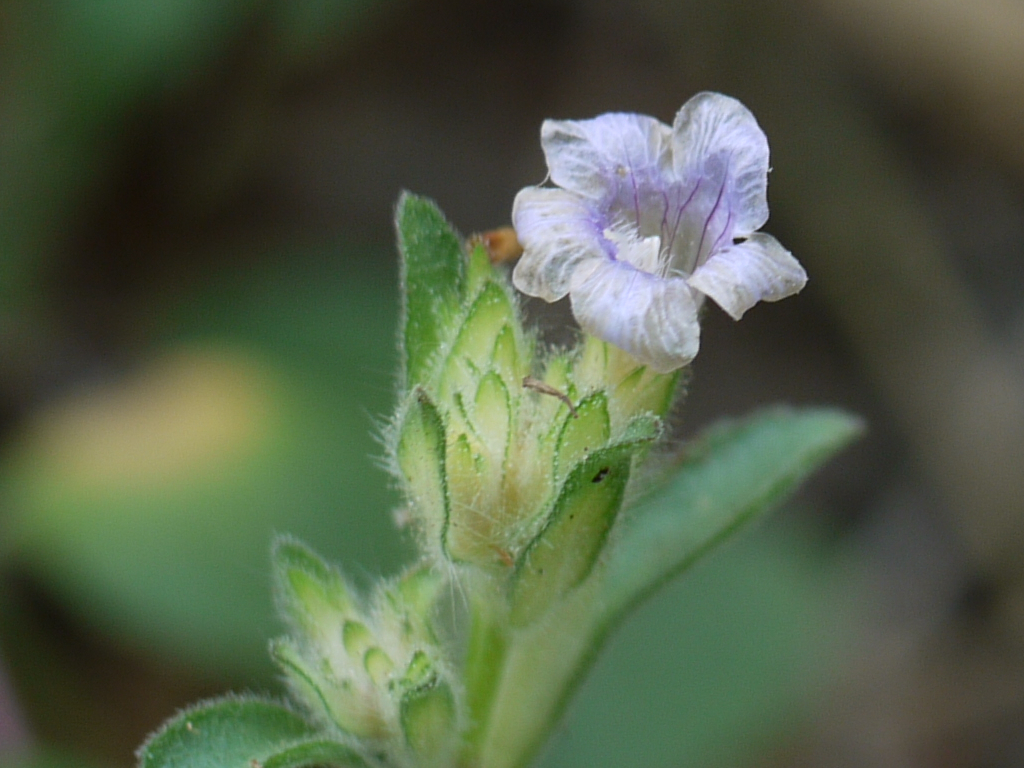
Hemigraphis crenata
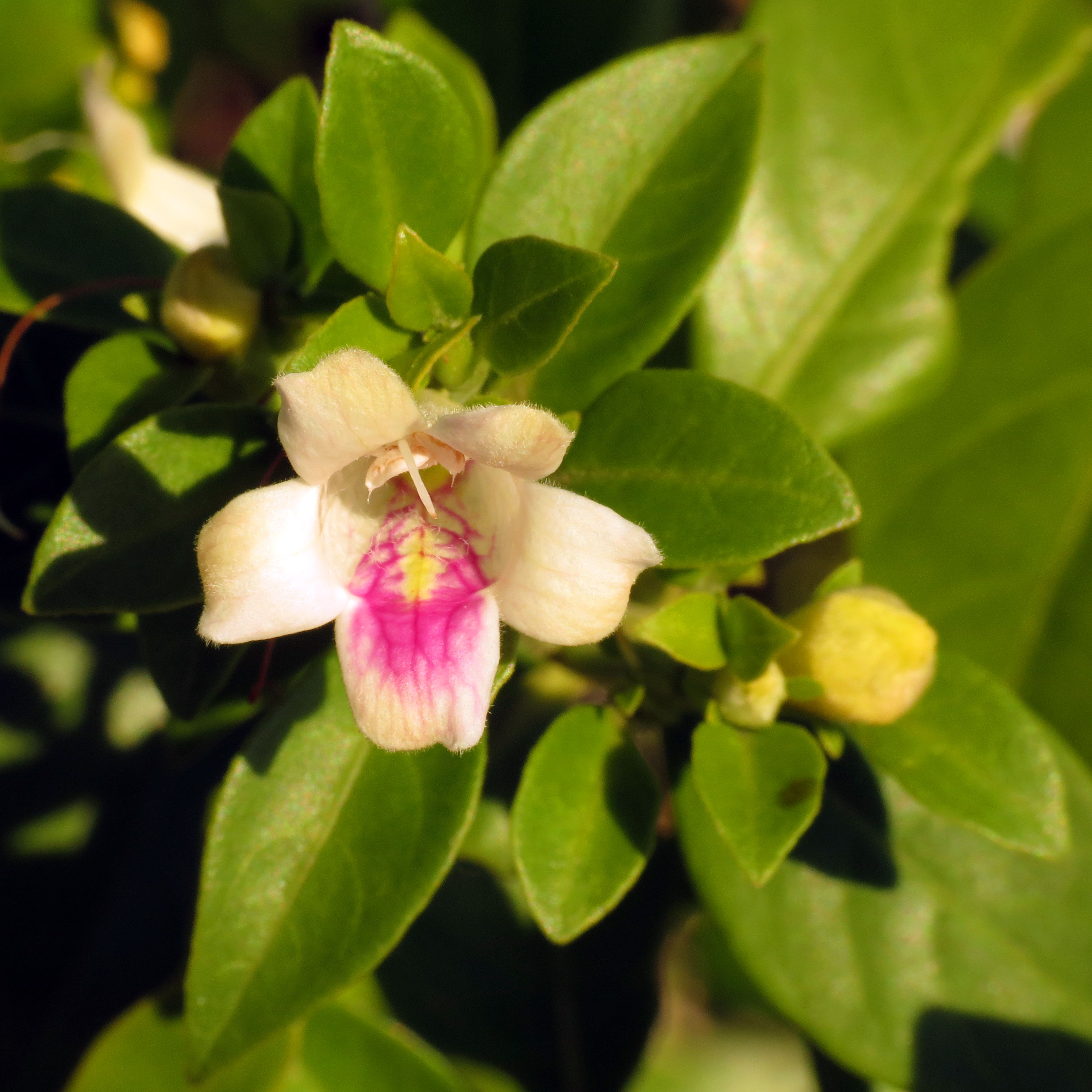
Bravaisia berlandieriana

Tribù Whitfieldieae

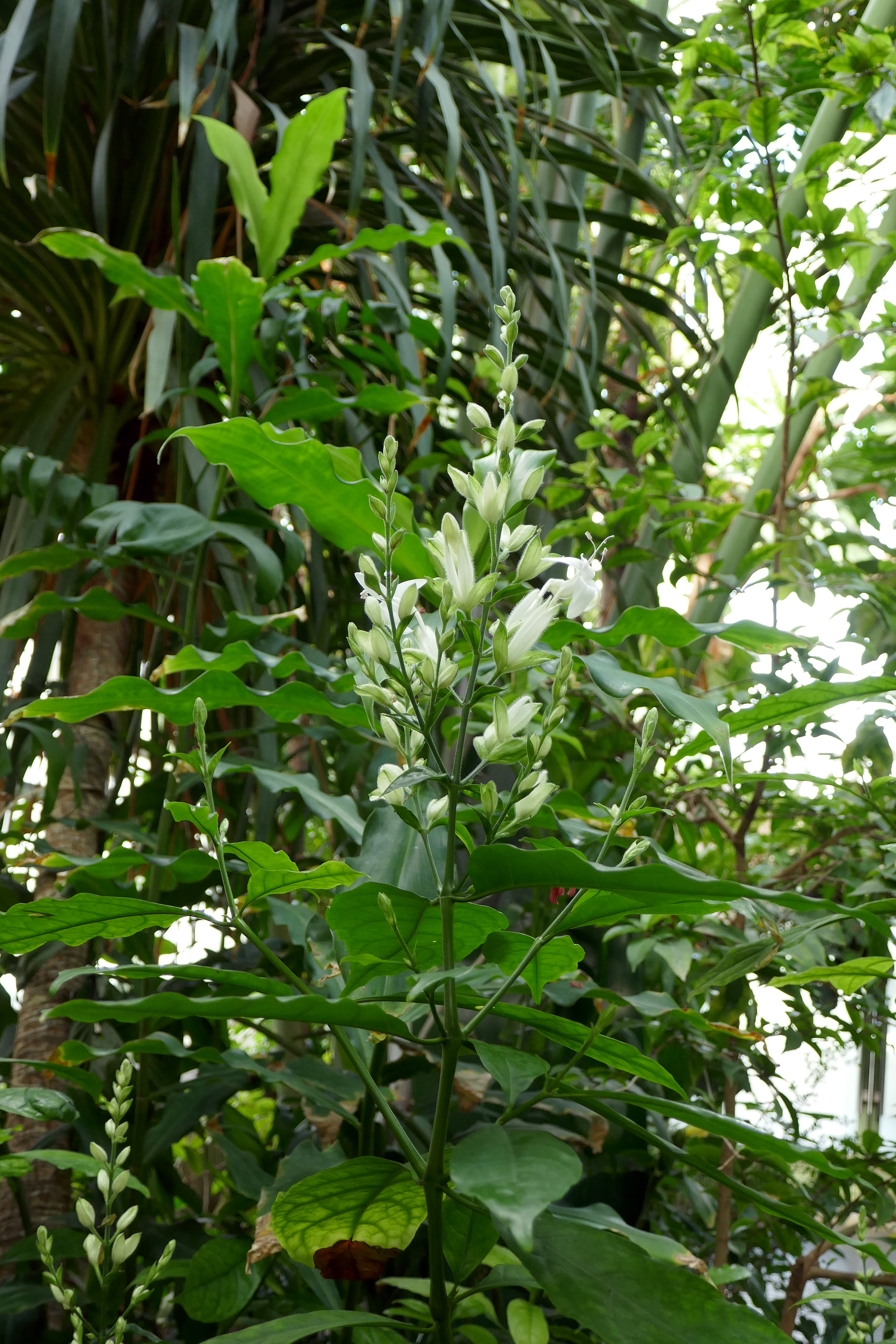
Whitfieldia elongata
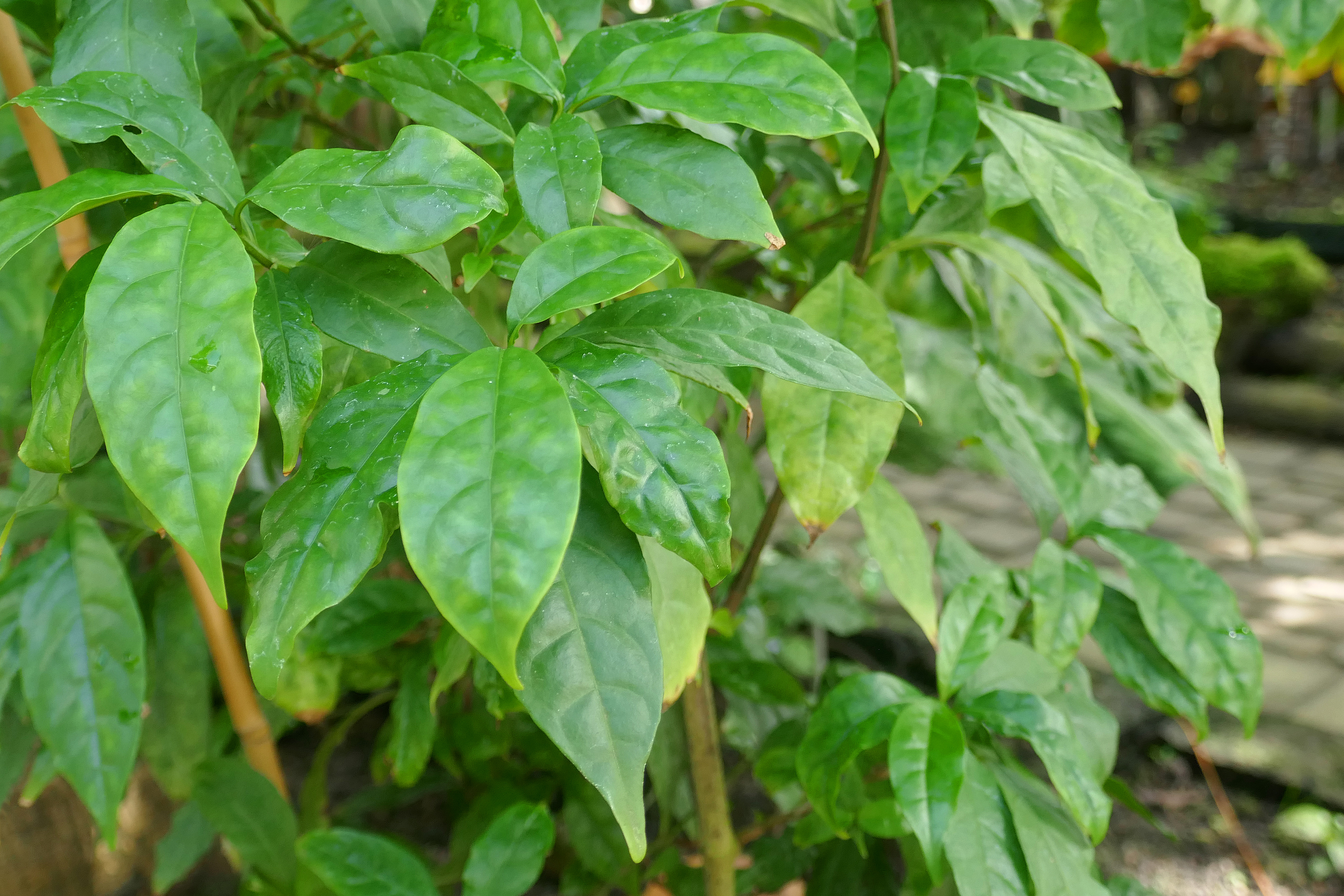
Whitfieldia elongata
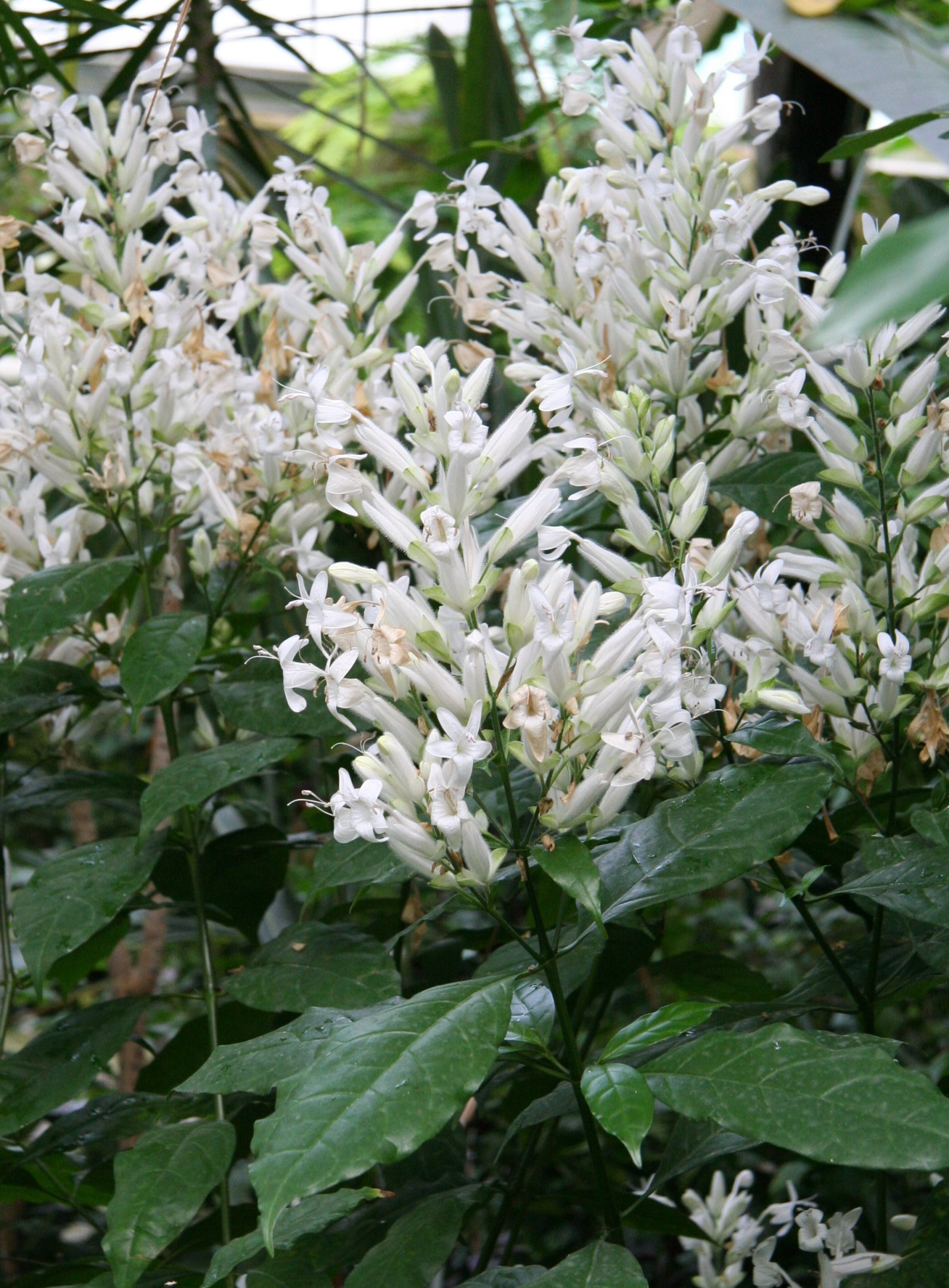
Whitfieldia elongata
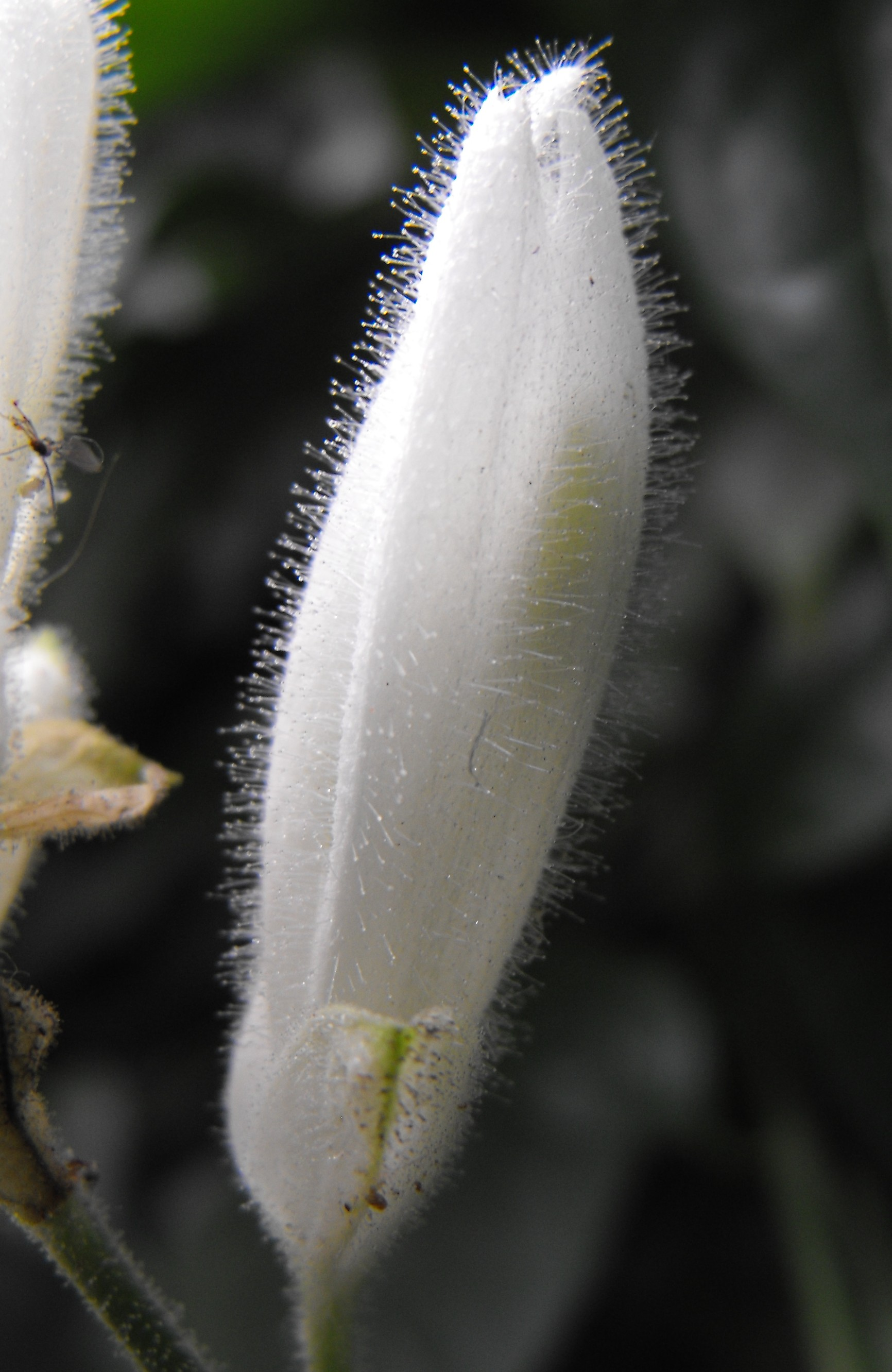
Whitfieldia elongata

Sottofamiglia Avicennioideae

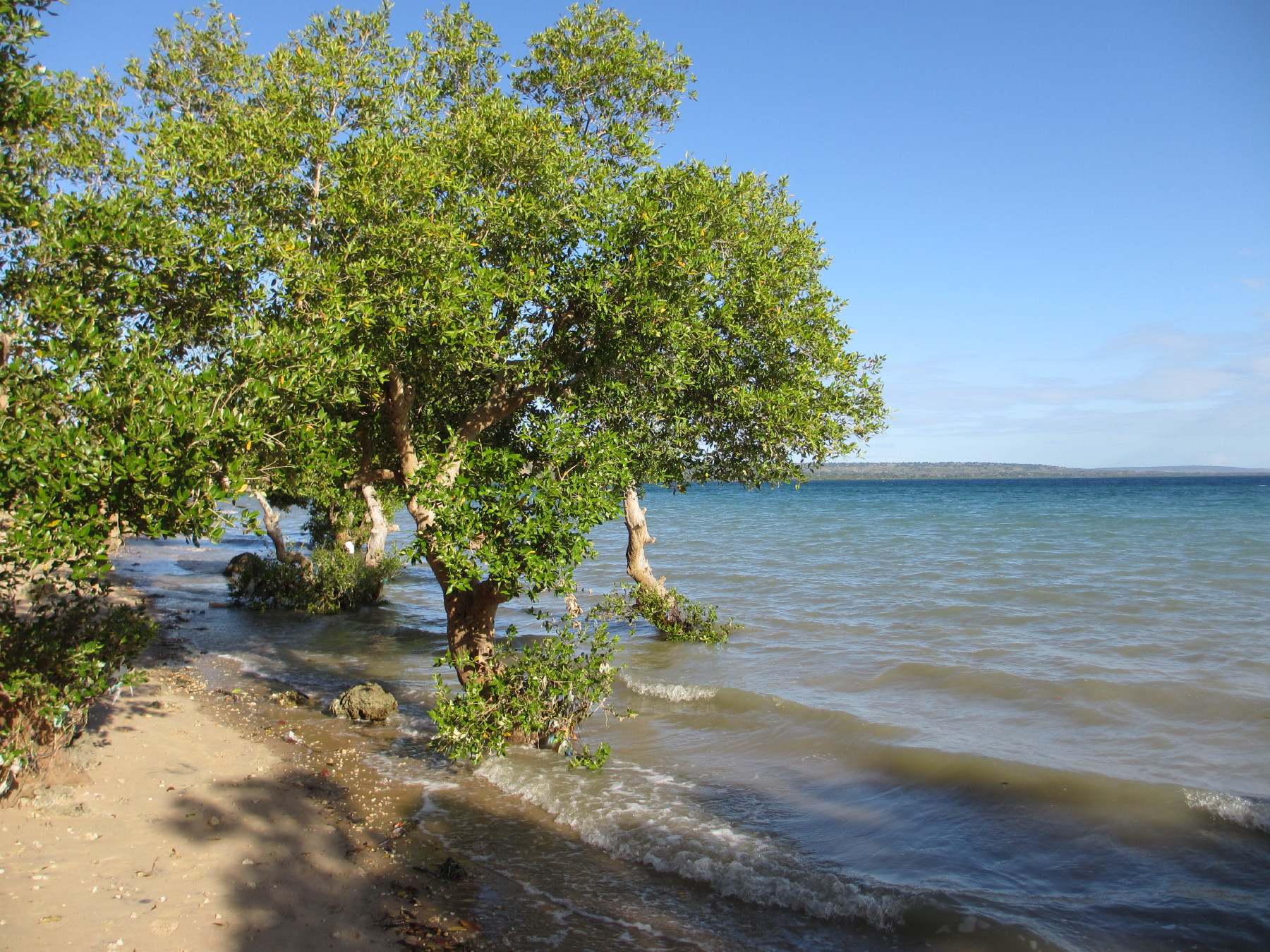
Avicennia marina
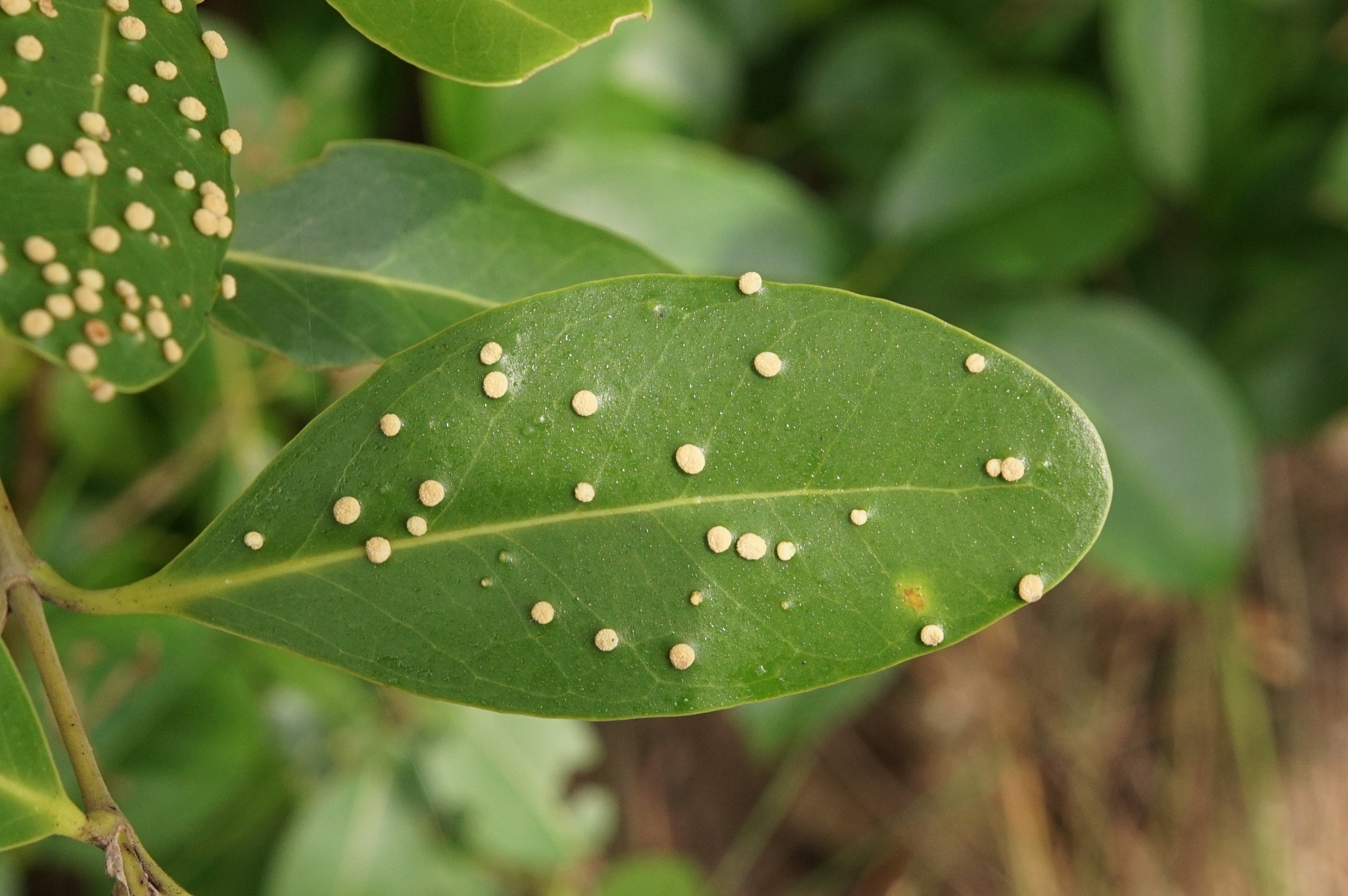
Avicennia officinalis
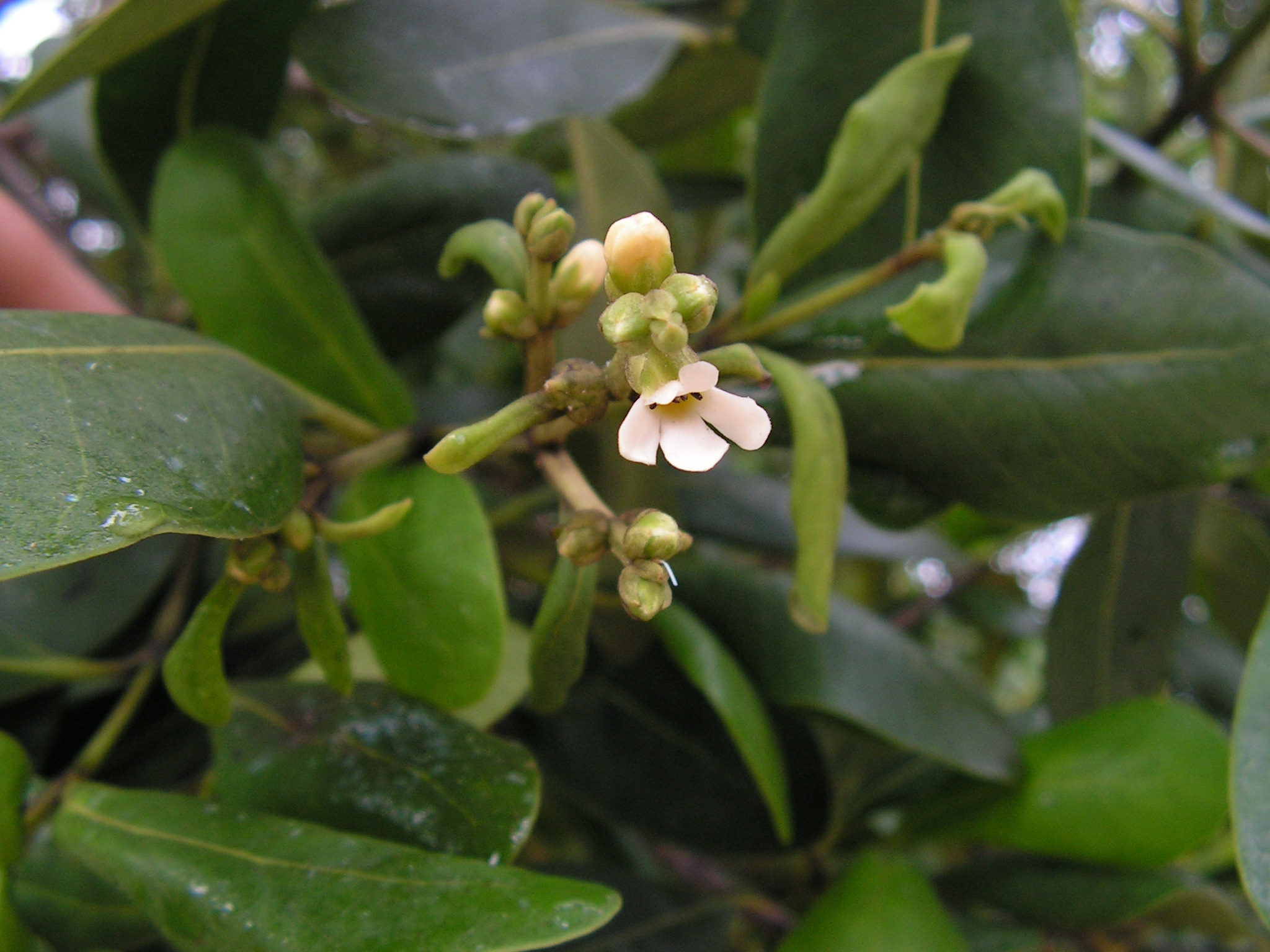
Avicennia schaueriana
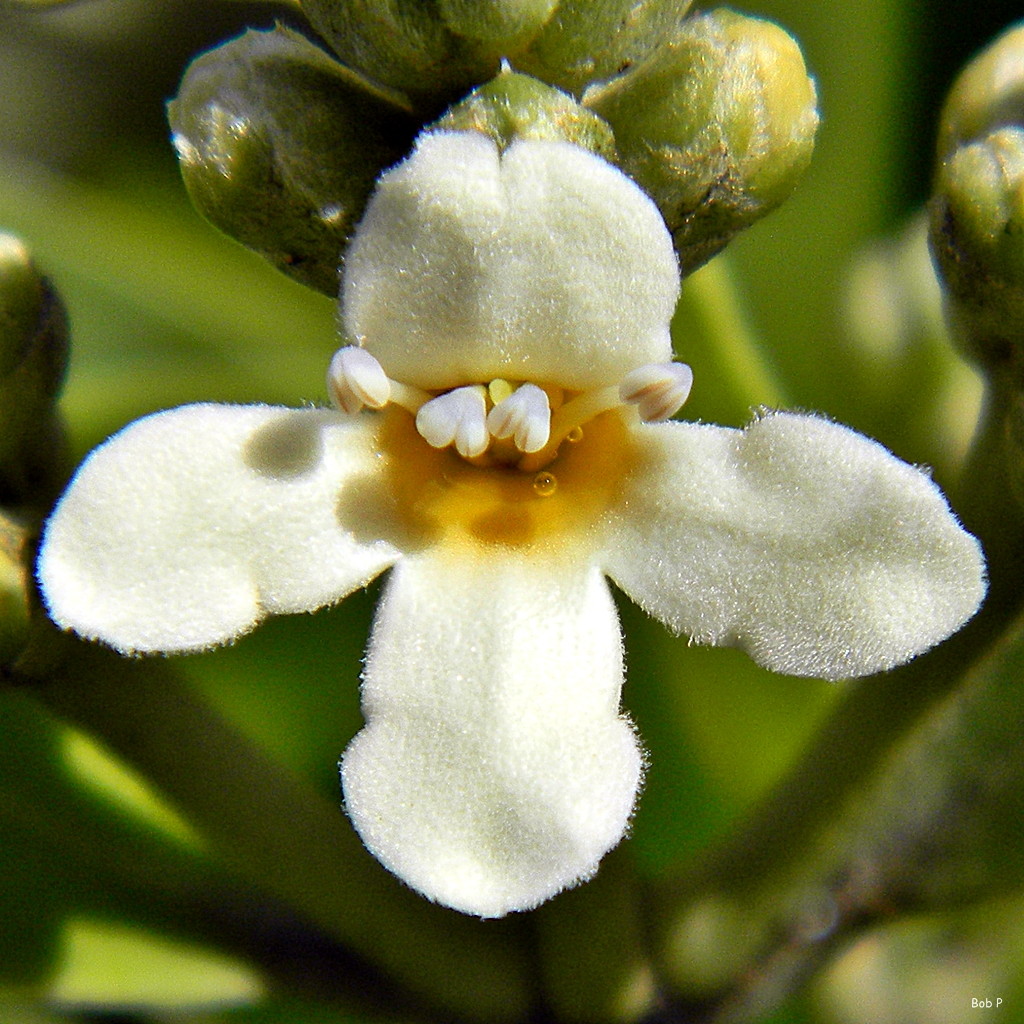
Avicennia germinans

Sottofamiglia Nelsonioideae

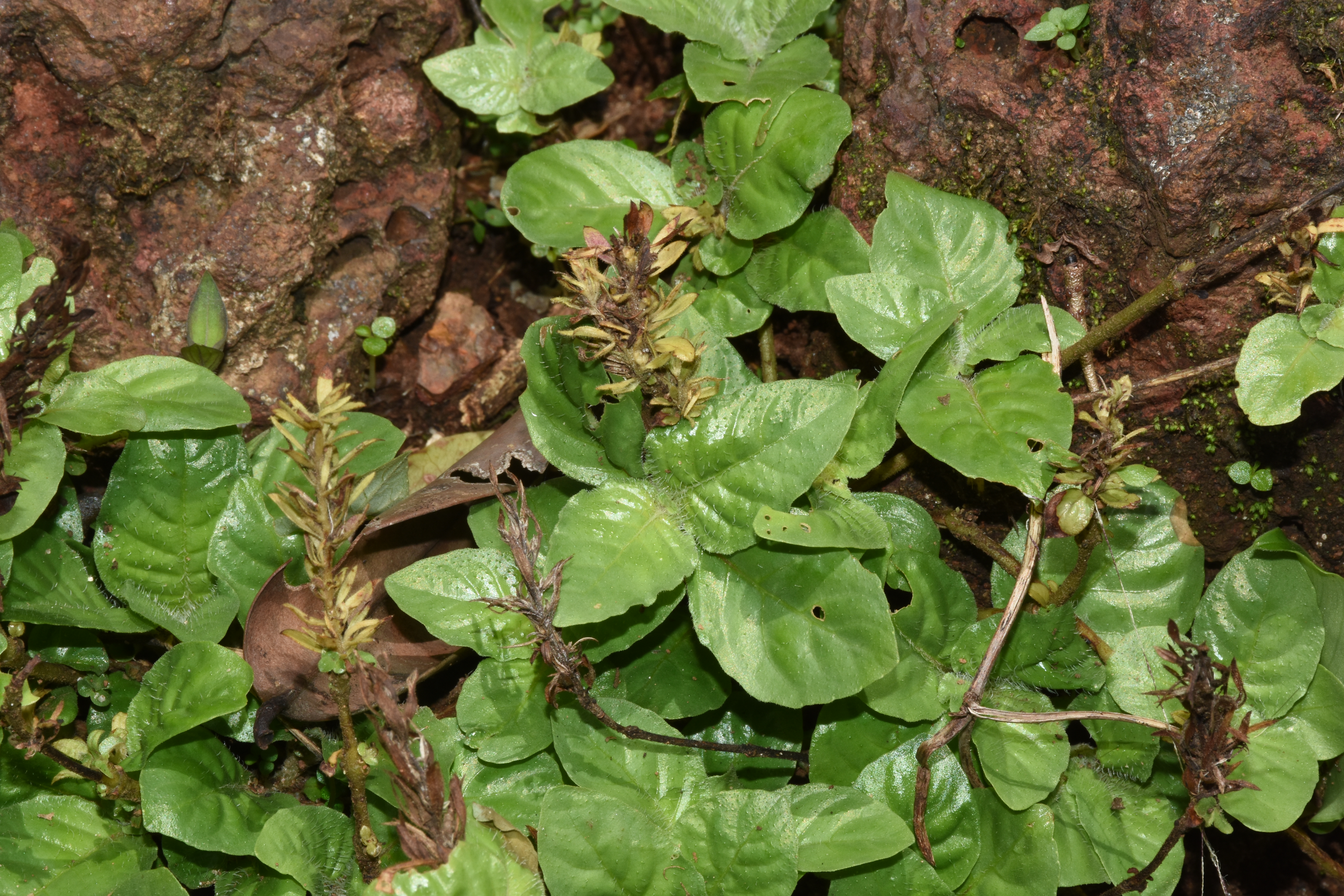
Staurogyne zeylanica
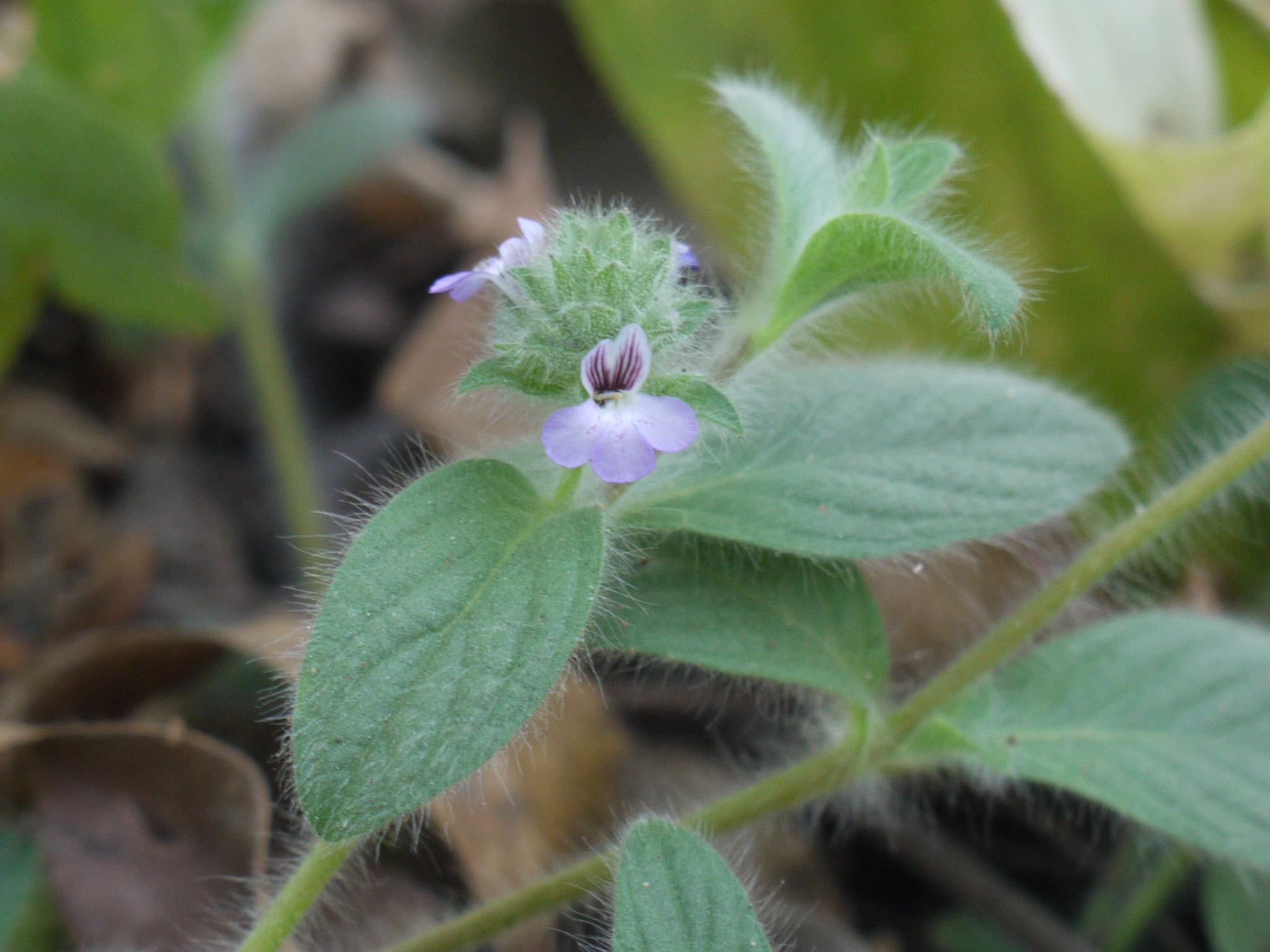
Nelsonia canescens

Sottofamiglia Thunbergioideae

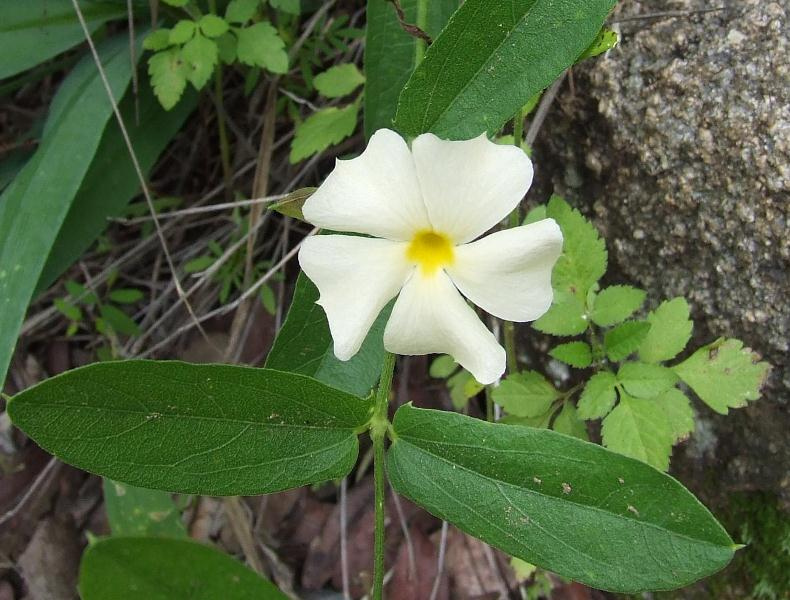
Thunbergia atriplicifolia
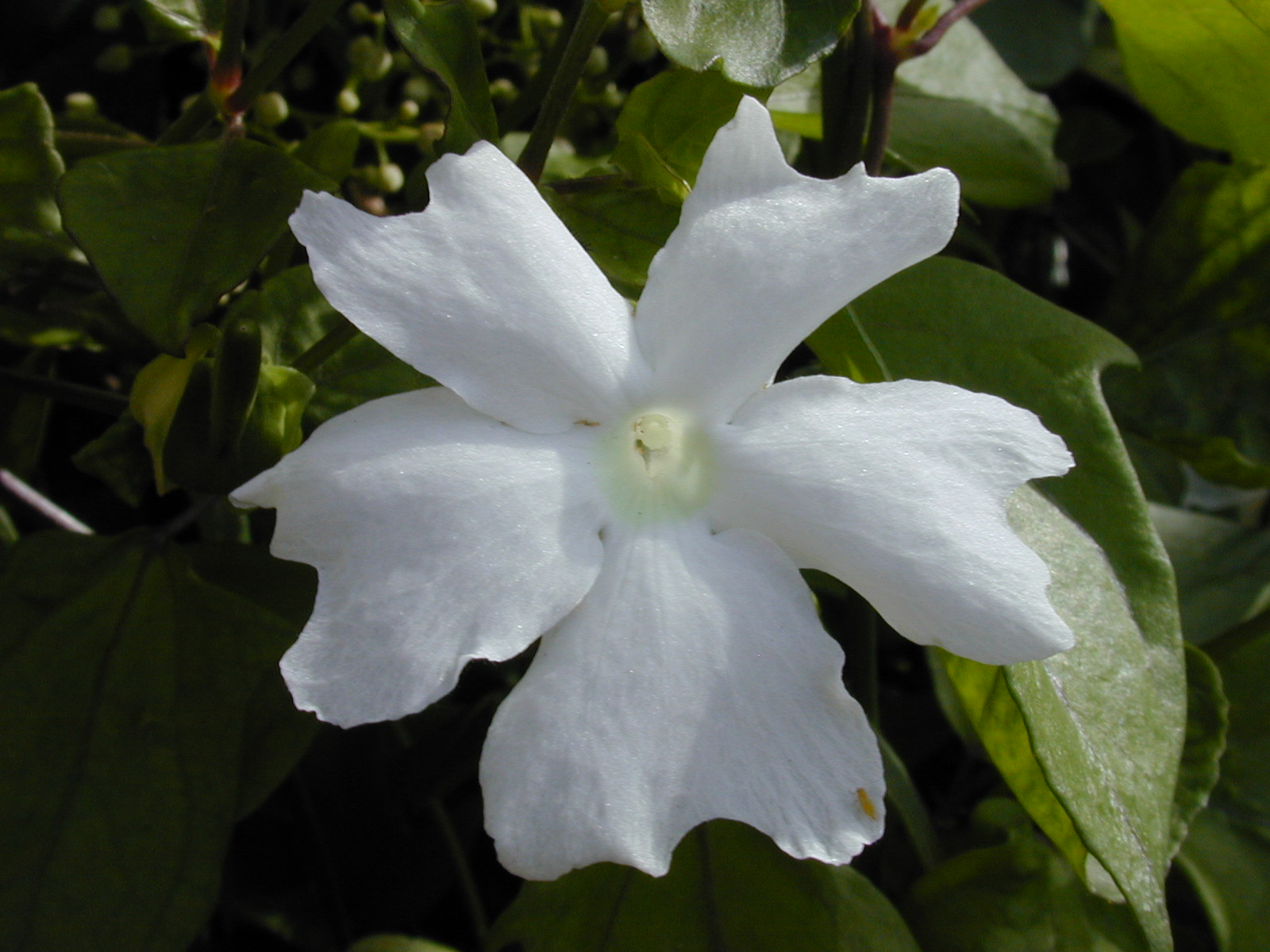
Thunbergia fragrans
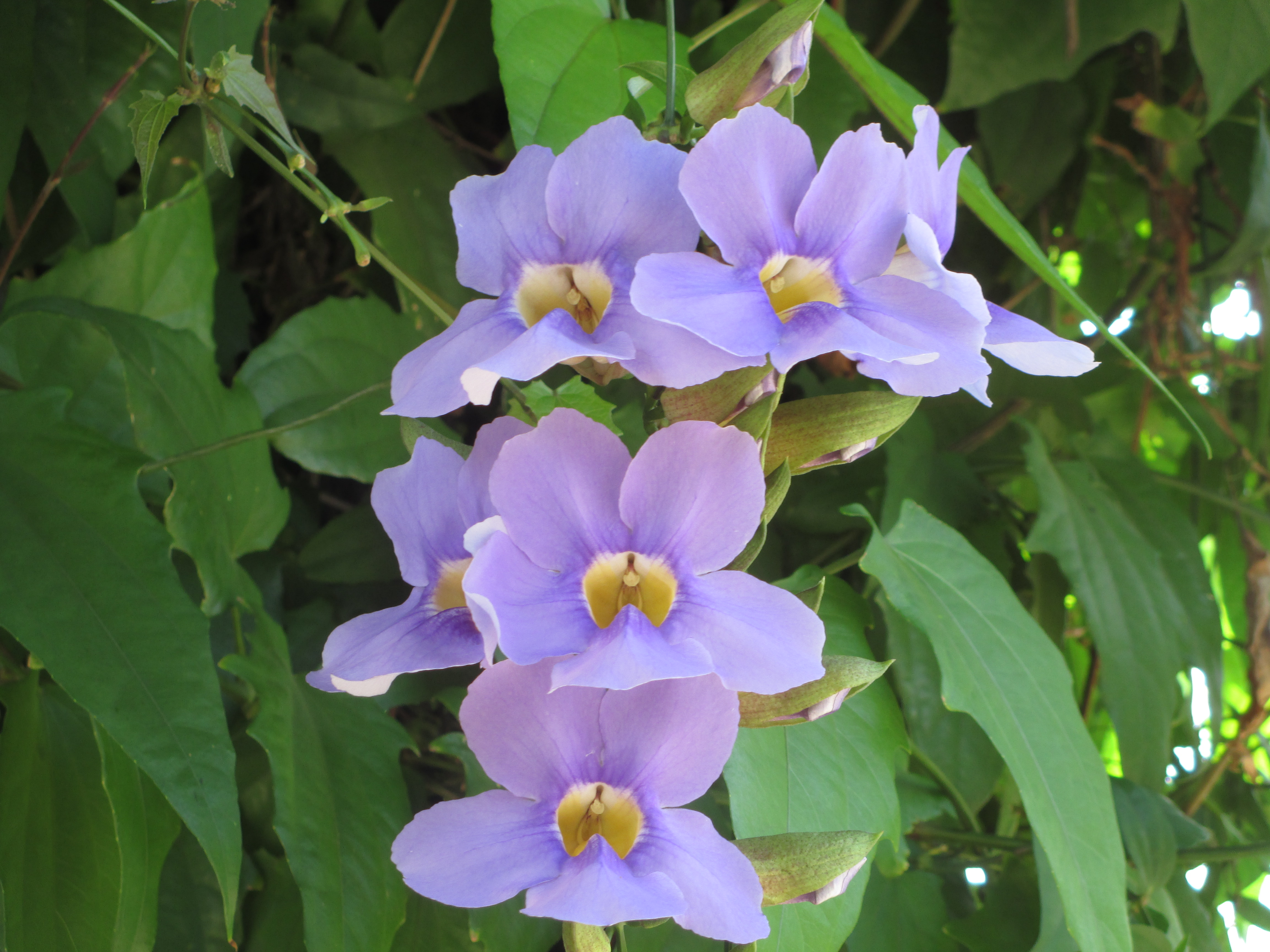
Thunbergia grandiflora
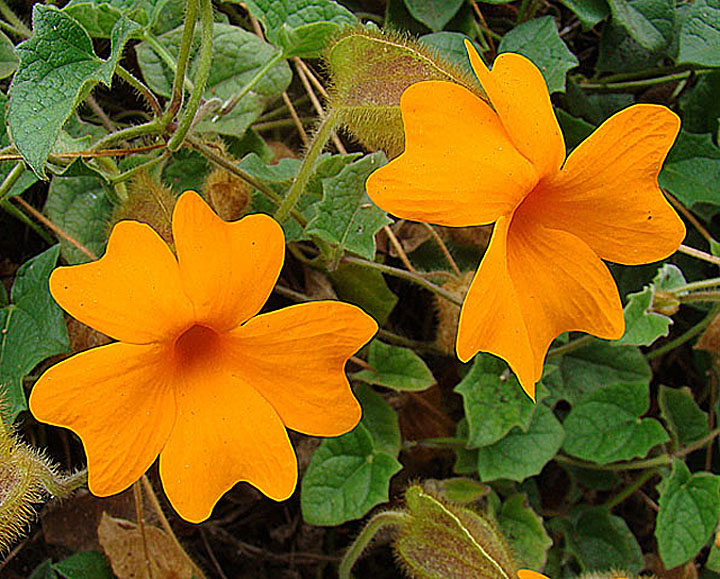
Thunbergia gregoryi